# Jessen (Elster)
Jessen (Elster) ist eine Stadt an der Schwarzen Elster und liegt im östlichen Teil von Sachsen-Anhalt im Landkreis Wittenberg. Sie gehört mit ihrer Fläche von rund 352 km² zu den flächengrößten Städten in Deutschland. Sie besteht aus 44 Ortsteilen mit Jessen als dem größten und namensgebenden Ort.
Nach dem Klassifizierungsraster der KGSt ist Jessen als Gemeindetypus der Größenklasse 6 (10.000 bis 25.000 Einwohner) zuzuordnen. Die eigentliche Kernstadt Jessen hat um die 6200 Einwohner.

## Geographie

Einheitsgemeinde Jessen im Landkreis Wittenberg

### Lage
Der nördliche Teil des Stadtgebiets gehört zum Fläming, einer leicht welligen Endmoränenlandschaft. Der südwestliche Teil liegt im Elbe-Elster-Land.
Die nächste größere Stadt ist Lutherstadt Wittenberg, die gleichzeitig Sitz der Kreisverwaltung des Landkreises Wittenberg ist, zu dem Jessen seit 1994 gehört. Die Region gehört zur Metropolregion Mitteldeutschland, an deren räumlicher Grenze sich Jessen befindet.
Im Osten grenzt das Stadtgebiet an den brandenburgischen Landkreis Elbe-Elster. Im Norden der Einheitsgemeinde grenzt Jessen an den brandenburgischen Landkreis Teltow-Fläming. Die Region um Jessen gilt als strukturschwach und weist eine sehr geringe Bevölkerungsdichte auf. Es gibt im Umkreis von 50 Kilometern um die Stadt Jessen nur wenige Mittelzentren. Neben Wittenberg sind dies Bitterfeld-Wolfen, Torgau, Jüterbog und Herzberg. Dörfer und Einsiedlungen sind dagegen charakteristisch für das Siedlungsbild.
Die südwestlich von Jessen gelegenen Nachbargemeinden im Landkreis Wittenberg sind Annaburg, die neu formierte Einheitsgemeinde Zahna-Elster, Kemberg und Bad Schmiedeberg.

### Landschaftsbild
Das Gebiet der Stadt Jessen umfasst etwa die Hälfte der Fläche des 1994 aufgelösten Landkreises Jessen. Der bebaute Anteil ist im Verhältnis zur naturalisierten Fläche gering. Während es im Bereich der Schwarzen Elster und nördlich davon recht waldreich ist, wird das überwiegend ebene Gelände im Südwesten, das sich bis zur Elbe hinzieht, fast ausschließlich landwirtschaftlich genutzt. Der alte Ortskern wird von der Schwarzen Elster geprägt, die diesen zentral durchfließt. In Abständen von mehreren Jahren kommt es zu Hochwasserständen der Schwarzen Elster und zu Überflutungen von teils bebautem Gebiet.
Das nördliche und östliche Gebiet um den Kernort Jessen wird von einem Landschaftsschutzgebiet durchzogen, in denen die Arnsdorfer-Jessener-Schweinitzer Berge als Teil einer Moräne vorkommen. Das Schutzgebiet besteht aus der Landschaft Kuhlache und Elsteraue bei Jessen und zu 57 Prozent aus der Schwarze Elster-Kuhlache und gehört zu der Landschaftseinheit Südliches Fläming-Hügelland. Die Bodenqualität ist allgemein gering und erreicht kaum mehr als 35 Bodenpunkte. Es überwiegt Kiefer- und Birkenbestand in den gemeindeeigenen Forstgebieten. Die Freiflächen sind allgemein landwirtschaftlich genutzt. Windparks mit bis zu 200 Meter hohen Windrädern sind verbreitet und prägen das Landschaftsbild.

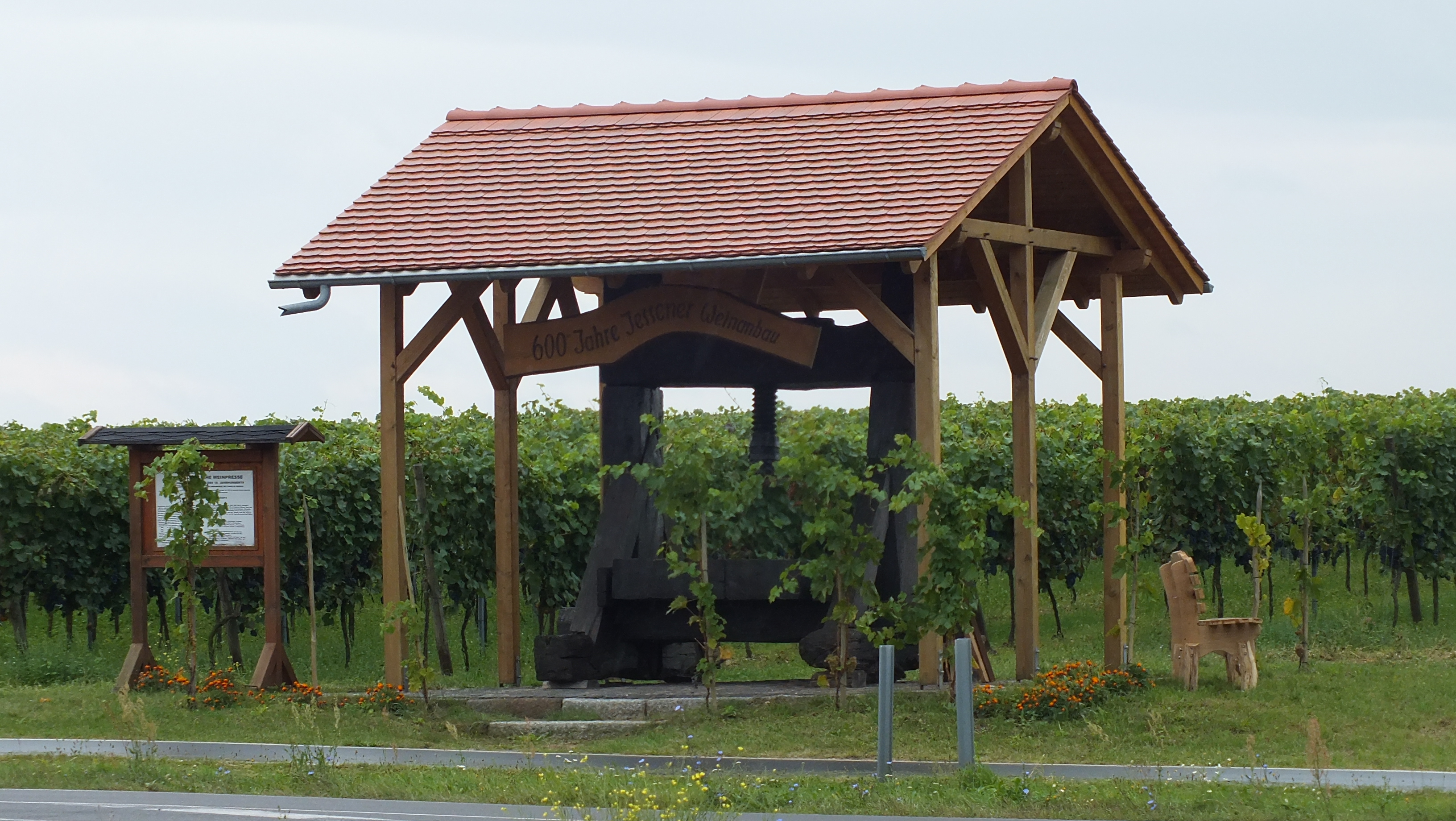
Denkmalgeschützte Weinpresse in Jessen

Die im Umkreis von Jessen liegenden Weinberge zählen zu den nördlichsten kommerziell bewirtschafteten Weinbauflächen in Deutschland und gehören zum Anbaugebiet Sachsen. Die hier angebauten Sorten werden weinrechtlich als Sächsischer Landwein deklariert, obwohl es keine geografische Übereinstimmung mit dem Weinanbau entlang der Mittelelbe rund um Meißen bis Dresden gibt. Auf dem Gorrenberg führte ein mildes Mikroklima zum Weinanbau. Dieser erfolgt bereits seit dem Mittelalter. Die Weinregion in Jessen erlebte ihre Blütezeit im 15. und 16. Jahrhundert mit einer Anbaufläche von rund 300 Hektar. Selbst Martin Luther trank Wein aus Jessen. Innerhalb der letzten zwei Jahrhunderte ging der Ertragsweinanbau zurück bis auf 1,25 Hektar, deren Nutzung fast nur noch für den Eigenbedarf ausreichte. Nach der Wende erfuhr der Weinanbau wieder einen Anstieg und beträgt inzwischen rund 15 Hektar in Jessen entlang der Jessener Berge, einer wellenartigen Erhebung zwischen dem Ortsteil Schweinitz und dem Ortsteil Jessen gelegen.

### Morphologie
Jessen Stadt

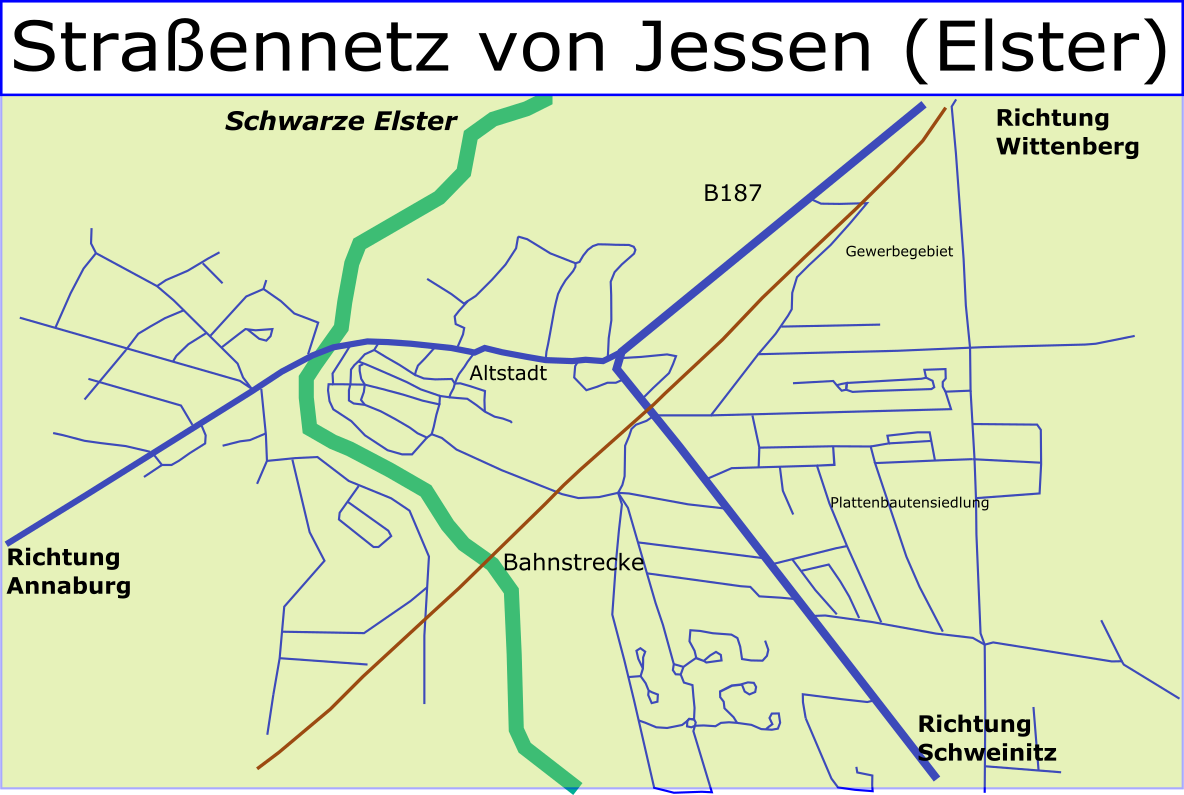
Straßennetz (Norden ist rechts im Bild)

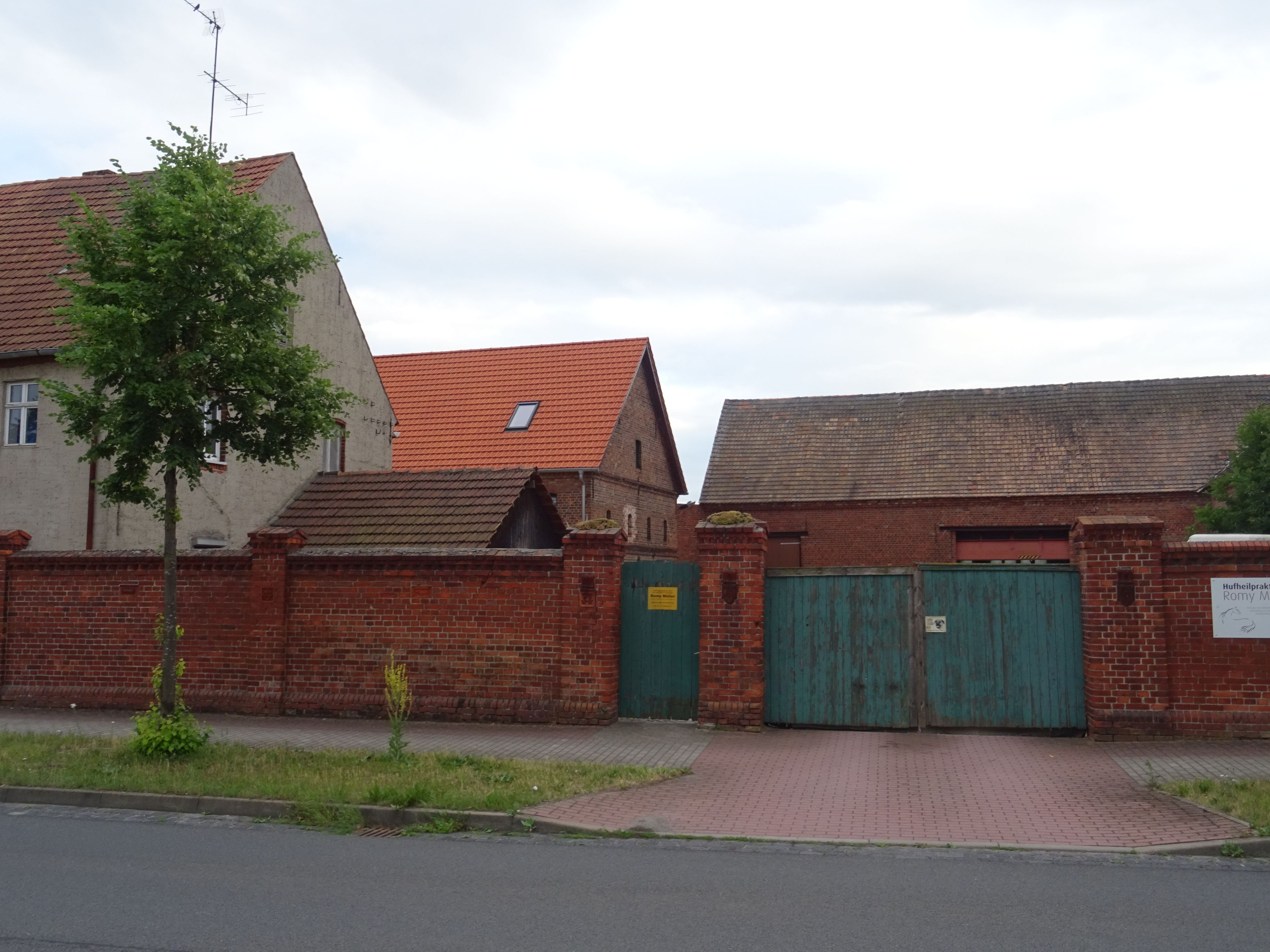
Ländliche Bebauung im Ortsteil Holzdorf

Der Ort Jessen hat eine Y-förmige Straßengrundstruktur. Die Hauptverkehrsachse ist die Bundesstraße 187, die von Wittenberg nach Schweinitz führt. Die Anrainer der Hauptstraße sind hauptsächlich Gewerbestandorte des produktiven Sektor und Geschäfte des Einzelhandels und Filialen von Handelsketten.
Der Ortsteil Jessen zerfällt in drei große Bebauungsgebiete, ein großes Gewerbegebiet Richtung Wittenberg, ein Neubaugebiet Richtung Schweinitz und die Altstadt Richtung Annaburg. Das östlich gelegene Neubaugebiet entstand im 20. Jahrhundert und weist einen hohen Anteil von Plattenbauten aus der Zeit der DDR auf. Der altstädtische Kern Jessens besitzt noch teilweise historische Bausubstanz. Es gibt einzelne historische Villen im Ort.
Die Schwarze Elster durchfließt den Ort Jessen zentral. Die Bahnstrecke Dessau–Falkenberg/Elster durchquert den Ort ebenso zentral.
Jessener Land
Der Siedlungsschwerpunkt der Einheitsgemeinde liegt entlang der B187 von Jessen Richtung Holzdorf über Schweinitz. Die Schwarze Elster durchfließt das Siedlungsgebiet zentral von Ost nach West ebenfalls entlang der B187. Südlich der Schwarzen Elster liegen 13 Ortsteile, nördlich des Flusses gibt es 31 Ortsteile. Die Glücksburger Heide liegt im zentralnördlichen Gemeindegebiet und teilt die nördliche Siedlungszone in einen nordöstlichen Teil mit dem Schwerpunktort Linda und einen nordwestlichen Bereich mit dem Schwerpunktort Seyda. Es gibt daher im Wesentlichen vier Siedlungsareale von Jessen:
- den wichtigsten Siedlungsbereich entlang der B 187 mit Jessen, Schweinitz und Holzdorf
- südwestlich entlang der Elbe mit dem Schwerpunktort Klöden
- nordwestlich der Glücksburger Heide mit dem Schwerpunktort Seyda
- nordöstlich der Glücksburger Heide mit dem Schwerpunktort Linda

Die ländlicheren Ortsteile Jessens sind häufig Rundlings- oder Straßendörfer. Regionaltypisch finden sich in den ländlichen Ortsteilen häufig auch größere Gehöfte mit einfachen roten Backsteinfassaden. Die Einheitsgemeinde Jessen gehört zu den flächenmäßig größten Gemeinden Deutschlands bei einer vergleichsweise sehr geringen Bevölkerungszahl von weniger als 15.000 Einwohnern.

### Stadtteile
Die Einheitsgemeinde Jessen hat 44 Ortsteile einschließlich der Kernstadt Jessen. Der namensgebende Ort Jessen hat 6237 Einwohner im Jahr 2017. Das sind 43,8 % Bevölkerungsanteil im Vergleich zur Gesamteinwohnerzahl der Einheitsgemeinde.
Jessen als Kernort ist zentraler Anlaufpunkt für alle umliegenden Orte und bildet das eigentliche Grundzentrum mit einigen übertragenen Aufgaben eines Mittelzentrums. Nach Jessen sind Schweinitz, Holzdorf, Seyda und Klöden die nächstgrößten Orte. Schweinitz und Seyda sind ehemalige eigenständige Städte und in untenstehender Liste fett markiert.
| - Arnsdorf - Battin - Buschkuhnsdorf - Dixförda - Düßnitz - Gentha - Gerbisbach - Glücksburg - Gorsdorf - Grabo - Großkorga | - Hemsendorf - Holzdorf - Jessen (Elster) - Kleindröben - Kleinkorga - Klöden - Klossa - Kremitz - Leipa - Linda (Elster) - Lindwerder | - Lüttchenseyda - Mark Friedersdorf - Mark Zwuschen - Mauken - Mellnitz - Mönchenhöfe - Morxdorf - Mügeln - Naundorf bei Seyda - Neuerstadt - Rade | - Rehain - Reicho - Ruhlsdorf - Rettig - Schadewalde - Schöneicho - Schützberg - Schweinitz - Seyda - Steinsdorf - Zwuschen |

## Geschichte

### Zusammenfassung
Historisch gehört das Elbe-Elster-Land zu einer peripheren und ärmlichen Region mit niedriger Bevölkerungsdichte, weitab von großstädtischen und pulsierenden Zentren wie Leipzig oder Berlin. Es liegt zwischen dem sächsischen und dem brandenburgischen Kulturkreis und ist streng genommen keinem dieser beiden bedeutendsten Zentren Ostdeutschlands eindeutig zuzuordnen.
Jessen blieb in seiner Geschichte bis zum Wiener Kongress 1815 ein unbedeutendes Ackerbürgerstädtchen. Das nächstgelegene Verwaltungszentrum bildete Schweinitz, das heute ein Ortsteil von Jessen ist. Ebenso hatte Seyda eine gewisse Bedeutung als Verwaltungssitz im kursächsischen Staatswesen. Die Bedeutung Jessens wuchs erst mit der Inkorporierung großer sächsischer Landesgebiete in den preußischen Staat. In der Zeit der DDR wurde Jessen erstmals Kreisstadt, bis es 1994 als kreisangehörige Gemeinde in den Landkreis Wittenberg eingegliedert wurde.

### Allgemeine Geschichte

#### Mittelalter und frühe Neuzeit
Das Jessener Land gehörte im Frühmittelalter zum Siedlungsgebiet der Elbslawen. Im Rahmen der deutschen Ostkolonisation im Mittelalter setzte ab dem 12. Jahrhundert im heutigen Raum Jessen die Besiedelung durch deutsche Kolonisten ein. Die slawische Kultur und Lebensform wurde in den folgenden Jahrhunderten durch zum Teil kriegerische Feldzüge deutscher Heerführer sukzessive zurückgedrängt und die Jessener Gegend in den Verbund des Heiligen Römischen Reichs eingegliedert.

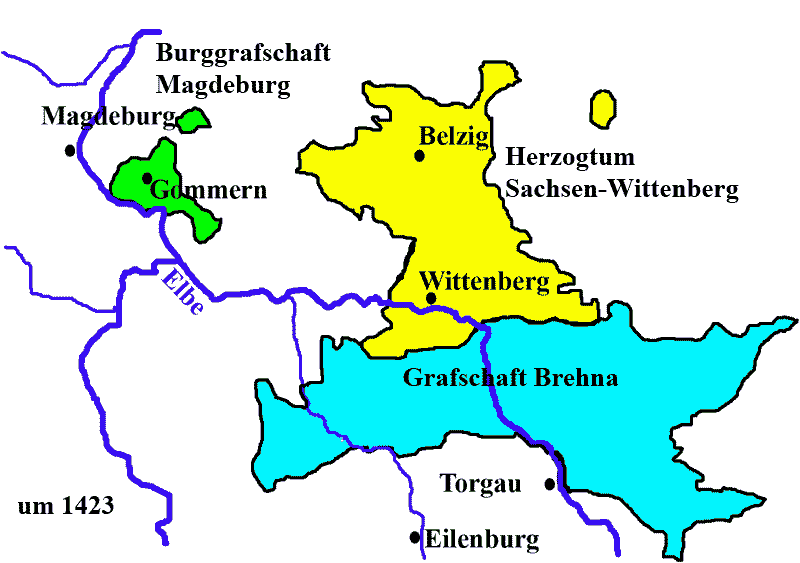
Ungefähre Grenzziehung Sachsen-Wittenbergs

Die Anfänge Jessens bildete das heutige Schloss Jessen. Gegen Ende des 12. Jahrhunderts wurde am heutigen Standort des Schlosses erstmals ein Turmhügel mit einem aus Holz bestehenden Wehrturm errichtet. Der Ort wurde 1216 erstmals urkundlich als Jezzant erwähnt. Die Urkunde von Bischof Siegfrieds II. von Brandenburg wurde am 28. Dezember 1217 ausgestellt, da damals aber ein neues Jahr am 25. Dezember begann, war der Tag nach dem heutigen Kalender der 28. Dezember 1216. Der heutige Ort Jessen ohne die nördlicher gelegenen Gemeindeteile befand sich zu dieser Zeit auf dem Gebiet der Grafschaft Brehna; als die Grafen von Brehna im Familienstamm ausstarben, fiel das Gebiet an die Wittenberger Askanier und gehörte fortan zu Sachsen-Wittenberg, einem der sieben Kurfürstentümer des Heiligen Römischen Reiches, das vom nahegelegenen Wittenberg regiert wurde. Als Stadt mit eigenen Ratssiegel und Stadtwappen wurde Jessen seit 1358 erwähnt.
Raubritter und Diebesbanden waren im Wittenberger Gebiet im Spätmittelalter allgegenwärtig. So wurde 1358 ein Schutzbündnis zwischen Rudolf II. und seinen Städten Wittenberg, Aken, Herzberg, Prettin, Jessen, Kemberg, Schmiedeberg, Belzig und Niemegk abgeschlossen.
Im Jahr 1380 wurde der erste Stadtrichter erwähnt. Der Gorn, ein Hauswein der Askanier, wurde seit dem 14. Jahrhundert von Lichtenburger Antonitermönchen auf dem Gorrenberg angebaut und prägt seither das städtische Selbstverständnis der Jessener Bevölkerung als Weinstadt. Jessen entwickelte sich zu einer Ackerbürgerstadt mit Fokus auf die Tuchmacherei. Seit dem 15. Jahrhundert fanden regelmäßige Tuch-, Kram- und Viehmärkte in Jessen statt.
Die Familie der Wittenberger Askanier starb 1423 aus, und die nachfolgende Herrschaftswürde ging an die Markgrafen von Meißen. Das Kurfürstentum Sachsen umfasste nun neben dem Kurkreis, zu dem Jessen weiterhin gehörte, auch die Markgrafschaft Meißen. Der Residenzsitz der Kurfürsten blieb aber zunächst im westlich von Jessen gelegenen Wittenberg oder dem weiter südlich gelegenen Torgau. Seit der Herrschaft der
Wettiner ist ein gezielter Landesausbau im Jessener Land feststellbar. Dieser verstärkte sich um das Jahr 1500 und hielt bis 1550 an. In dieser Zeit entstanden im gesamten Gemeindegebiet mehrere Amtshäuser, Burgen und Schlösser. Es setzte im 16. Jahrhundert eine gezielte Bürokratisierung und staatliche Amtsverwaltung mit Sitz in Seyda und Schweinitz ein, die eine geordnete und frühmoderne staatliche Herrschaft ermöglichten. Die einzelnen Orte in Jessen blieben allerdings klein und die Region gering besiedelt.
Die sächsischen Kurfürsten hielten sich häufig auf dem heutigen Gemeindegebiet auf, um zum Beispiel in der Glücksburger Heide mit dem zugehörigen Jagdschloss Glücksburg Jagden durchzuführen. Auch im heute nicht mehr erhaltenen Schloss Schweinitz residierten häufiger sächsische Kurfürsten. Hier verstarb auch der Kurfürst Johann der Beständige am 16. August 1532. Das heute zu Jessen gehörende Schweinitz bildete ebenso wie Seyda im Kurfürstentum Sachsen ein eigenes Amt. Der Ort Jessen wurde administrativ zum Amt Schweinitz zugeordnet.
Ende 1517 begann in Wittenberg die Reformation, die sich europaweit ausbreitete. Bereits 1522 wurde durch den neu ernannten Pfarrer Urban Specher die veränderte Kirchendogmatik in Jessen eingeführt und mit der katholischen Lehrform gebrochen. Der Ort gehörte damit zum Kerngebiet der Reformation. Martin Luther hielt sich im Rahmen von Kirchenvisitationen mehrfach in Jessen, Seyda und Schweinitz auf und predigte 1533 in der Stadtkirche. Seyda und Jessen erhielten eine Superintendentur.
Nachdem im Schmalkaldischen Krieg Kaiser Karl V. über die protestantische Seite in der Schlacht bei Mühlberg an der Elbe gesiegt hatte, ließ die Dynamik der Reformation in der Region um 1550 nach. Die sächsischen Kurfürsten fokussierten sich auf den Ausbau von Dresden als neue Residenz. In den Jahren 1577 und 1585 wurden Hunderte von Einwohnern Opfer der Pest.

Jessen 1621

Die gesamte Umgebung Jessens wurde im Dreißigjährigen Krieg mehrfach verwüstet. Der schwedische General Torstensson siegte 1644 über die Kavallerie von Matthias Gallas’ kaiserlichem Heer in der Schlacht bei Jüterbog. Im Anschluss wurde die gesamte Umgebung durch das schwedische Heer verwüstet. Jessen wurde 1631, 1637 und 1646 durch schwedische Truppen stark beschädigt, und Schweinitz 1637 verwüstet. Das benachbarte Bad Schmiedeberg hatte von 400 Bewohnern vor dem Krieg am Ende des Krieges nur noch zwei Bewohner. Wittenberg verlor seine Vorstädte und 167 Häuser in der Stadt.
Nach dem Westfälischen Frieden 1648 blieb das Gebiet bis zum Siebenjährigen Krieg von Kriegshandlungen verschont. Es setzte ein Wiederaufbau der zerstörten Orte ein. Der sächsische Absolutismus erlebte seine Blüte, während der nördliche Anrainer Preußen zur militärischen Großmacht avancierte und Sachsen zunehmend bedrohte.
Im Zeitalter des Barock war das Jagdschloss Glücksburg Schauplatz kurfürstlicher Treibjagden. Hier wurde auch eine manufakturähnliche Glashütte errichtet, die Rubinglas herstellte. Wirtschaftlich waren in Jessen um 1730 das Brauereigewerbe mit 20 Einrichtungen und die Tuchmacherei mit mehr als 70 Tuchmacher vertreten. 1672, in der Nacht vom 20. zum 21. September 1729, und erneut 1732 vernichteten Brände große Teile der Stadt.
Im Siebenjährigen Krieg wurde das Gebiet erneut Kriegsschauplatz. Es kam unter anderen zur Belagerung von Wittenberg und zur Schlacht von Torgau.

#### 19. Jahrhundert
Nach der Niederlage Napoleons im Russlandfeldzug wurde auch Jessen Kriegsschauplatz. Sachsen blieb an der Seite Frankreichs, das zunehmend an Boden in Deutschland verlor. In den Befreiungskriegen war Jessen nahezu ständig von französischen, preußischen oder russischen Truppen besetzt. Im Oktober 1813 befand sich das Hauptquartier von Blücher, Yorck und Tauentzien im Jessener Schloss. Im Vorfeld der Schlacht bei Dennewitz wurden die nördlichen Gemeindeteile um Seyda Schauplatz von Gefechten. In Folge der Schlacht wurden die zurückflutenden französischen Truppen quer über das Gemeindegebiet verfolgt. Weitere Kämpfe in der Gegend fanden in der Schlacht bei Wartenburg und der Belagerung von Wittenberg statt. Die lange Bündnistreue Sachsens an der Seite Frankreichs rächte sich, da es bei der Teilung des Königreiches Sachsen große Teile des nördlichen Staatsgebietes an Preußen abtreten musste. Nach jahrhundertelanger Zugehörigkeit zu Sachsen wurde Jessen, das Amt Schweinitz und das Amt Seyda 1816 infolge des Wiener Kongresses preußisch und Jessen zum neuen Kreis Schweinitz zugeordnet. Es setzte eine Phase der Restauration ein. Wirtschaftlich begann sich die Industrialisierung bemerkbar zu machen, während kulturell das Zeitalter der Romantik und des Biedermeier anbrachen.
Die drei größten heutigen Ortsteile hatten 1819 folgende Einwohnerzahlen erreicht: Jessen 1400 Einwohner, 310 Häuser, Schweinitz 940 Einwohner 117 Häuser und Seyda 828 Einwohner und 106 Häuser. Jessen lag auf der Postroute von Wittenberg nach Dresden über Herzberg. In der Stadt gab es ein Postwärteramt und eine Poststation das dem Postamt von Wittenberg unterstand.

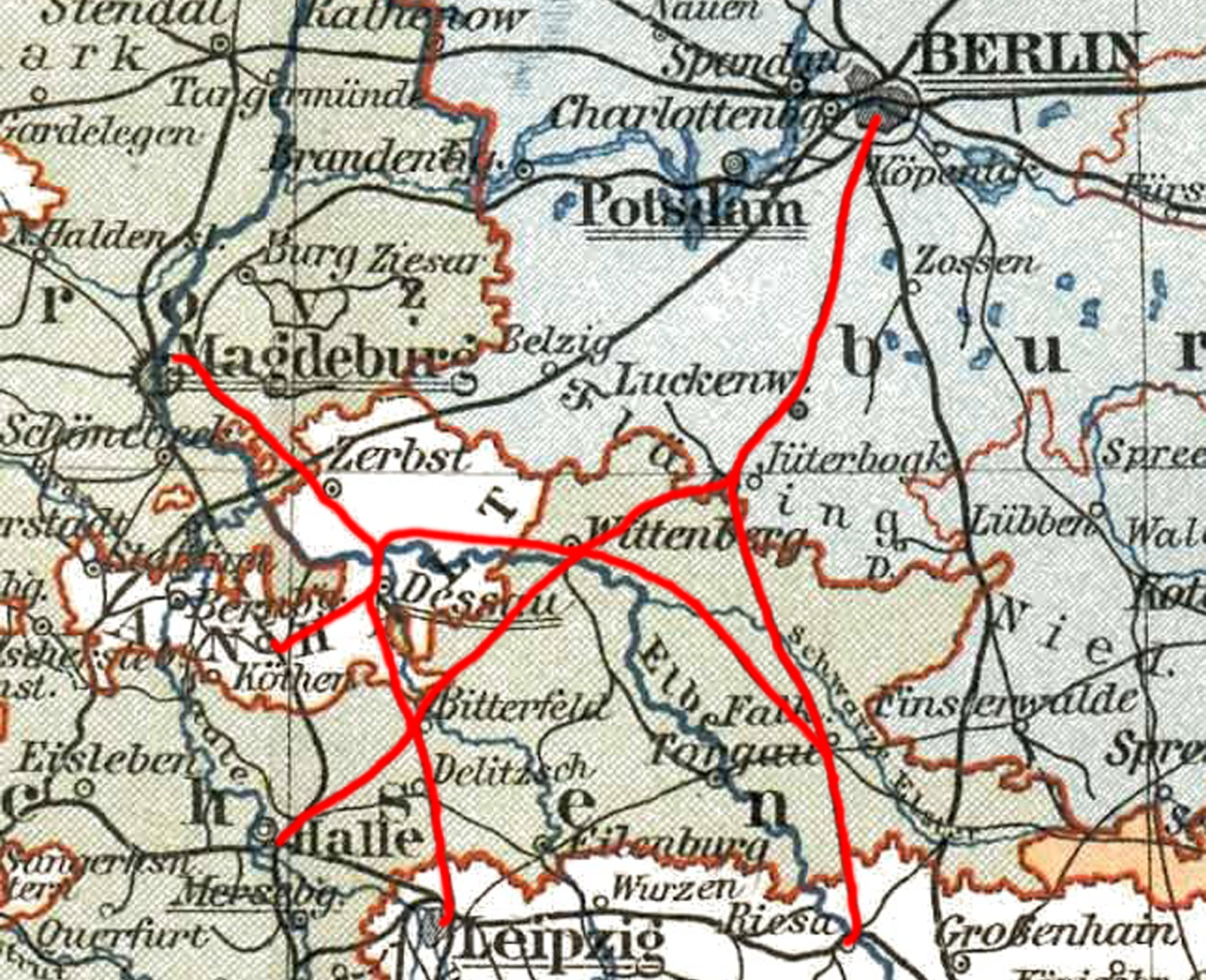
Streckennetz der Berlin-Anhaltischen Eisenbahn-Gesellschaft um 1875

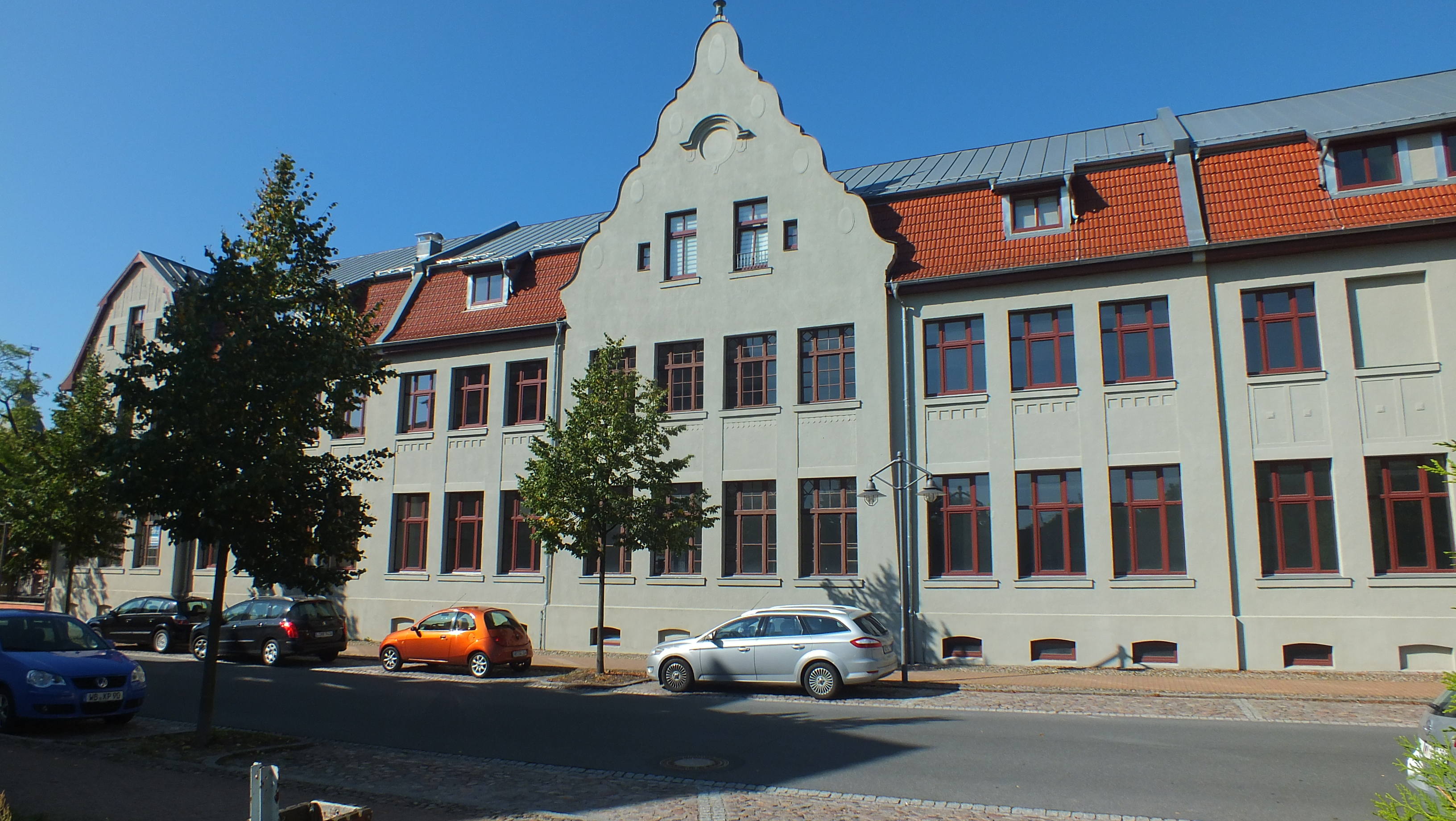
Fuhrmannsche Fabrik in Jessen

Die bürgerliche Julirevolution von 1830 und die Deutsche Revolution 1848/1849 gingen an Jessen vorbei. Die sozialen Probleme wuchsen und es kam zu Formen der Pauperisierung. Zur Jahrhundertmitte gründete sich in Leipzig die deutsche Arbeiterbewegung um der offenen sozialen Frage zu begegnen. Durch die Bauernbefreiung setzte eine zunehmende Landflucht ein und die Städte begannen explosionsartig zu wachsen. Aufgrund der ländlichen Lage Jessens und seines Umlandes weitab von urbanen Zentren wie Leipzig oder Berlin wurde im Zeitalter des mitteleuropäischen Städtewachstums im 19. und 20. Jahrhunderts deren Siedlungs- und Wachstumsdynamik nicht auf das Jessener Umland übertragen.
Das erste Schulfest wurde 1838 gefeiert und findet auch heute noch statt. Es bildet traditionell den kulturellen Jahreshöhepunkt in Jessen und wird als Anlass für Familientreffen und Rückkehrertreffen ehemaliger Einwohner genutzt. Die Festlichkeiten finden über zwei Wochen Anfang August jeden Jahres statt und werden von allen Vereinen des Ortes getragen.
Nach den Einigungskriegen entstand das Deutsche Kaiserreich. Es folgte der Gründerboom und der Gründerkrach. Jessen nahm einen bescheidenen wirtschaftlichen Aufschwung. Der Stadtbürger Herrmann Fuhrmann gründete 1879 die Metallwarenfabrik G. Fuhrmann’s Sohn OHG und entwickelte sie zu einem Hersteller von verzinkten Haus- und Küchengeräten sowie Stanzteilen mit mehr als 200 Beschäftigten. Damit wurde in Jessen die mittelständische Metallbearbeitungsbranche heimisch, die sich am gleichen Standort bis heute unter den Namen Stanz- und LaserTechnik Jessen GmbH fortsetzt.
Am 15. Oktober 1875 wurde der Abschnitt Wittenberg–Falkenberg der Bahnstrecke Roßlau–Falkenberg/Elster durch die Berlin-Anhaltische Eisenbahn-Gesellschaft eröffnet und so Jessen an das Eisenbahnnetz angeschlossen. Zuvor war bereits die Strecke Jüterbog–Herzberg am 1. Juli 1848 als Teilstrecke der Bahnstrecke Jüterbog–Röderau durch die BAE in Betrieb genommen worden. Das zu Jessen gehörende Holzdorf und Linda erhielten dadurch Anschlüsse an das Bahnnetz.

#### Erster Weltkrieg, Zwischenkriegszeit, Zweiter Weltkrieg

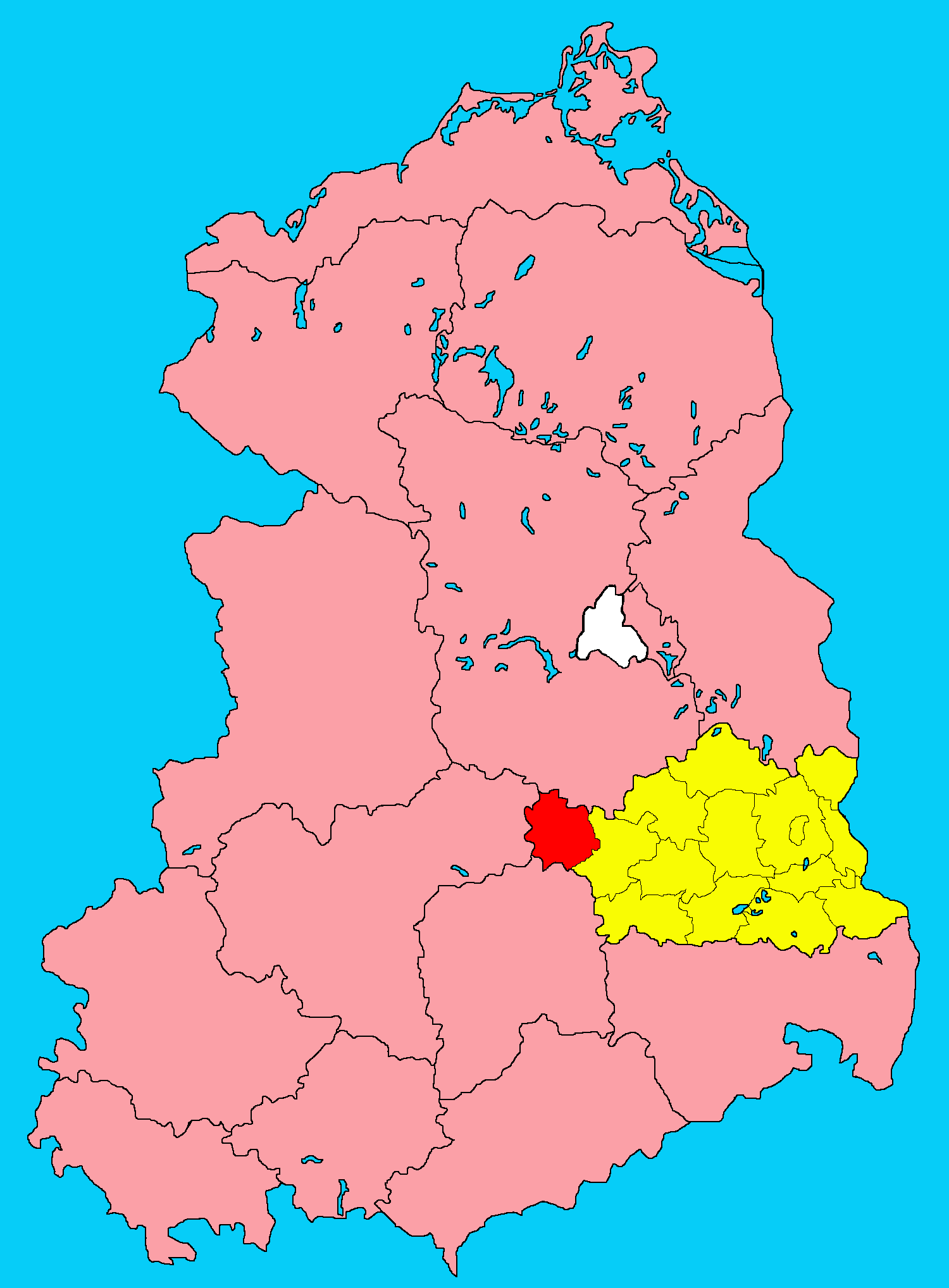
Kreis Jessen im Bezirk Cottbus

Im frühen 20. Jahrhundert gehörte Jessen weiter zum Landkreis Schweinitz in der preußischen Provinz Sachsen. Die negativen Folgen der Weltwirtschaftskrise von 1929 nach den kurzen Goldenen Zwanzigern führten zu einer Radikalisierung der Gesellschaft und einem Erstarken des rechtsgerichteten Revanchismus in Deutschland.
Bei der Reichstagswahl vom 5. März 1933 wählten im Landkreis Schweinitz, zu dem die heutige Einheitsgemeinde Jessen gehörte, bei einer Wahlbeteiligung von 87,3 Prozent 69,8 Prozent der Wähler die NSDAP und 14,1 Prozent die DNVP. Fast 84 Prozent der Bevölkerung des Wahlkreises Schweinitz unterstützten damit die Machtergreifung der NSDAP unter Adolf Hitler. Die stärkste demokratisch gesinnte Partei war die SPD, die noch 9,4 Prozent der Stimmen erhielt. Das Wahlverhalten wich damit erheblich vom Reichsdurchschnitt ab.
Der 1939 ausgebrochene Zweite Weltkrieg führte zunächst zu keinen direkten Kriegseinwirkungen in Jessen. Nachdem die Ostfront immer näher rückte, kam es im April 1945 auch auf dem Gemeindegebiet zu Todesmärschen von KZ-Häftlingen aus dem KZ Langenstein-Zwieberge. Die Route verlief vom 19. April von Prettin in Richtung Jessen mit einer Übernachtung in der Kirche. 60 Häftlinge verloren auf dieser Strecke ihr Leben. In den Abendstunden des 20. April schleppte sich der Zug durch Gentha. Auch hier wurden mehrere KZ-Häftlinge erschossen. Der Treck setzte sich weiter Richtung Seyda nach Genthin.
Ende April 1945 wurde das Jessener Land im Rahmen der Schlacht um Berlin von Truppen der 13. Armee und der 5. Garde-Armee der 1. Ukrainischen Front der Roten Armee besetzt. Es kam in einigen Ortsteilen noch zu vereinzelten Kampfhandlungen oder Bombardierungen, ohne dass der Verlauf geändert worden wäre. Durch Fliegereinwirkung wurde lediglich ein Haus in der Weberstraße zerstört. Unmittelbar vor dem Einmarsch der Sowjettruppen am 22. April 1945 wurde die Elsterbrücke von den abziehenden Truppen der Wehrmacht gesprengt, die Eisenbahnbrücke durch Sprengung beschädigt. Es kam teils zu Verschleppungen von Zivilpersonen durch sowjetische Soldaten, ohne dass deren Schicksal geklärt werden konnte.

#### Nach 1945
Nach 1945 kam Jessen in die sowjetische Besatzungszone und später zur DDR. Zu dieser gehörte Jessen fortan. Die Glücksburger Heide wurde militärisches Sperrgebiet, in der Bahnhofstraße wurde im April 1945 eine sowjetische Garnison eingerichtet.
Der Landkreis Schweinitz wurde 1950 in Landkreis Herzberg umbenannt. Nach der Verwaltungsreform von 1952 wurde Jessen Kreisstadt des Kreises Jessen im DDR-Bezirk Cottbus. Beim Aufstand vom 17. Juni 1953 kam es auch wie andernorts zu Protesten und Demonstrationen, in deren Folge in Jessen der Ausnahmezustand ausgerufen und sowjetische Panzer postiert wurden. Die Demonstranten forderten die Freilassung von gefangenen Bauern.

#### Seit 1990
Nach Auflösung der DDR wurden die Länder neu gegründet. In grenznahen Gebieten wurden Bevölkerungsbefragungen zur zukünftigen Länderzugehörigkeit durchgeführt. Eine Mehrheit der Jessener sprach sich für die Eingliederung nach Sachsen-Anhalt und nicht für die Zugehörigkeit zu Brandenburg aus.  Mit der Kreisgebietsreform in Sachsen-Anhalt wurde der Kreis Jessen aufgelöst, und Jessen kam am 1. August 1994 als kreisangehörige Stadt zum Landkreis Wittenberg.
Nach der Wende entstand ein neues Gewerbegebiet, ein neues Feuerwehrhaus, ein neues Gymnasium, ein neuer Busbahnhof und es erfolgte die Grundsanierung des verfallenen Schlosses im Ort Jessen zu einem modernen Verwaltungszentrum. In den 1990er Jahren entstand das Einkaufszentrum Elster-Center, das allerdings inzwischen leer steht. Auf dem Gemeindegebiet erfolgte 2016 der Bau eines großen Umspannwerks.

#### Eingemeindungen
Seit den 1990er Jahren gab es viele Eingemeindungen, die das Gemeindegebiet stetig vergrößerten, so dass es inzwischen einen größeren Teil des ehemaligen Kreis Jessen umfasst.
Die Eingliederung der Gemeinden Grabo, Großkorga, Lindwerder und Schöneicho erfolgte 1992, Mügeln und Schweinitz 1993 sowie der Gemeinden Battin, Düßnitz, Gorsdorf-Hemsendorf und Kleindröben 1994. Mit der Kreisgebietsreform wurden am 1. August 1994 Battin, Düßnitz und Kleindröben-Mauken eingemeindet; 1999 erfolgte die Eingliederung der Gemeinden Arnsdorf, Leipa und Ruhlsdorf. Am 1. März 2004 wurden Buschkuhnsdorf, Gentha, Holzdorf, Kleinkorga, Linda (Elster), Mellnitz, Mönchenhöfe, Morxdorf, Neuerstadt, Reicho und Seyda eingemeindet. Am 1. Januar 2010 folgte Naundorf bei Seyda, und am 1. Januar 2011 kamen die ehemaligen Gemeinden Klöden und Schützberg hinzu.
| Ehemalige Gemeinde  | Datum            | Anmerkung                                                 |
| ------------------- | ---------------- | --------------------------------------------------------- |
| Arnsdorf            | 1. Januar 1999   |                                                           |
| Battin              | 1. Juni 1994     |                                                           |
| Buschkuhnsdorf      | 1. März 2004     |                                                           |
| Dixförda            | 1. Mai 1974      | Zusammenschluss mit Steinsdorf zu Steinsdorf-Dixförda     |
| Düßnitz             | 1. Juni 1994     |                                                           |
| Gentha              | 1. März 2004     |                                                           |
| Gerbisbach          | 1. November 1993 |                                                           |
| Glücksburg          | 1. Mai 1974      | Eingemeindung nach Mügeln                                 |
| Gorsdorf            | 1. Januar 1974   | Zusammenschluss mit Hemsendorf zu Gorsdorf-Hemsendorf     |
| Gorsdorf-Hemsendorf | 1. Januar 1994   |                                                           |
| Grabo               | 1. Januar 1992   |                                                           |
| Großkorga           | 1. Januar 1992   |                                                           |
| Hemsendorf          | 1. Januar 1974   | Zusammenschluss mit Gorsdorf zu Gorsdorf-Hemsendorf       |
| Holzdorf            | 1. März 2004     |                                                           |
| Kleindröben         | 1. Juni 1994     |                                                           |
| Kleinkorga          | 1. März 2004     |                                                           |
| Klöden              | 1. Januar 2011   |                                                           |
| Klossa              | 1. Januar 1978   | Eingemeindung nach Schweinitz (Elster)                    |
| Kremitz             | 1. Januar 1992   | Eingemeindung nach Holzdorf                               |
| Leipa               | 1. Januar 1999   |                                                           |
| Linda (Elster)      | 1. März 2004     |                                                           |
| Lindwerder          | 1. Januar 1992   |                                                           |
| Lüttchenseyda       | 1. Juli 1950     | Eingemeindung nach Gentha                                 |
| Mellnitz            | 1. März 2004     |                                                           |
| Mönchenhöfe         | 1. März 2004     |                                                           |
| Morxdorf            | 1. März 2004     |                                                           |
| Mügeln              | 1. Januar 1993   |                                                           |
| Naundorf bei Seyda  | 1. Januar 2010   |                                                           |
| Neuerstadt          | 1. März 2004     |                                                           |
| Rade                | 1. März 2004     |                                                           |
| Rehain              | 1. Juli 1977     | Eingemeindung nach Ruhlsdorf                              |
| Reicho              | 1. März 2004     |                                                           |
| Ruhlsdorf           | 1. Januar 1999   |                                                           |
| Schadewalde         | 1. Mai 1974      | Eingemeindung nach Seyda                                  |
| Schöneicho          | 1. Januar 1992   |                                                           |
| Schützberg          | 1. Januar 2011   | Ortsteil von Klöden vom 1. Mai 1974 bis zum 14. März 1990 |
| Schweinitz (Elster) | 1. Januar 1993   |                                                           |
| Seyda               | 1. März 2004     |                                                           |
| Steinsdorf          | 1. Mai 1974      | Zusammenschluss mit Dixförda zu Steinsdorf-Dixförda       |
| Steinsdorf-Dixförda | 1. Januar 1992   | Eingemeindung nach Schweinitz (Elster)                    |
| Zwiesigko           | 1937             | Namensänderung in Gerbisbach                              |

## Bevölkerung

### Ort Jessen
Im Unterschied zu allen anderen Orten der Einheitsgemeinde Jessen weist Jessen in der Langzeitbetrachtung einen signifikanten Anstieg der Bevölkerungszahlen auf. So hat sich im Verlauf von 100 Jahren bis heute die Bevölkerung in Jessen verdoppelt.
| 1819 | 1875 | 1880 | 1890 | 1925 | 1933 | 1939 | 1970 | 2017 |
| ---- | ---- | ---- | ---- | ---- | ---- | ---- | ---- | ---- |
| 1400 | 2417 | 2591 | 2595 | 3157 | 3698 | 4156 | 5570 | 6237 |

### Einheitsgemeinde Jessen
| Jahr | Einwohner |
| ---- | --------- |
| 1964 | 18.365    |
| 1990 | 19.185    |
| 2000 | 17.547    |
| 2010 | 14.944    |
| 2015 | 14.215    |

| Jahr | Einwohner |
| ---- | --------- |
| 2020 | 14.074    |
| 2021 | 14.150    |
| 2022 | 13.870    |
| 2023 | 13.694    |
| 2024 | 13.639    |

ab 1990: Stand: 31. Dezember des jeweiligen Jahres (Angaben des Statistischen Landesamtes Sachsen-Anhalt), ab 2011 auf Basis des Zensus 2011, ab 2022 auf Basis des Zensus 2022

## Religion

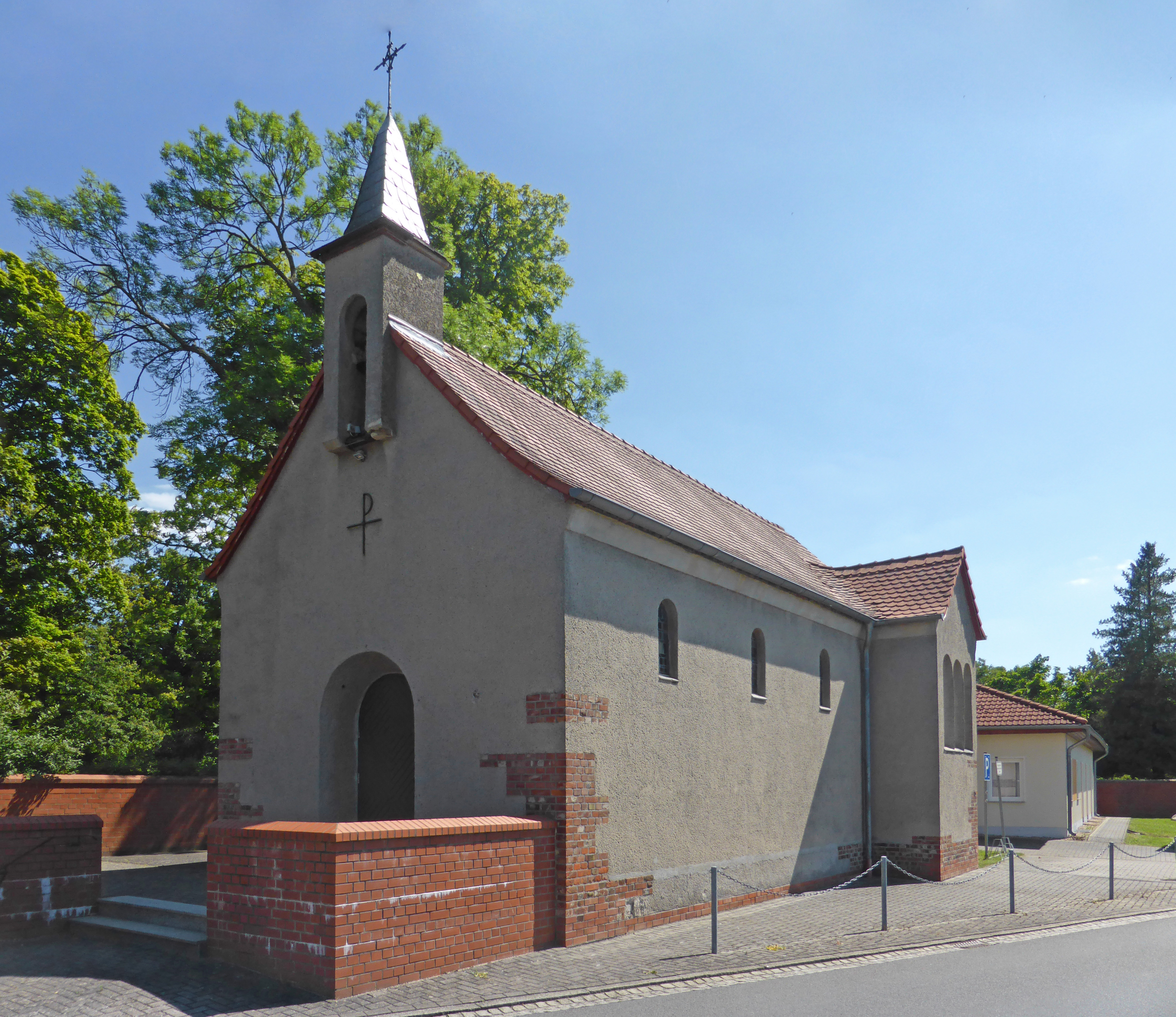
Heilig-Geist-Kirche

Die St.-Nicolai-Kirche ist die Pfarrkirche von Jessen. Ihre Kirchengemeinde gehört zum Kirchenkreis Wittenberg der Evangelischen Kirche in Mitteldeutschland. Weitere evangelisch-lutherische Kirchen stehen in den Stadtteilen von Jessen.
Nachdem die St.-Nicolai-Kirche im 16. Jahrhundert durch die Reformation lutherisch geworden war, erfolgte 1935 an der Hospitalstraße der Bau der katholischen Heilig-Geist-Kirche, die nach Entwürfen des Architekten Johannes Reuter aus Bitterfeld entstand. Da sich durch die Flucht und Vertreibung Deutscher aus Mittel- und Osteuropa die Zahl der Katholiken in Jessen ab Mitte 1945 stark erhöht hatte, wurde im August 1945 in Jessen eine katholische Gemeinde gegründet, die seit 2010 zur Pfarrei Wittenberg gehört.
Auch eine neuapostolische Kirchengemeinde besteht in Jessen, die zur Neuapostolischen Kirche Nord- und Ostdeutschland gehört. Ihre Kirche steht an der Straße Zur Kirschplantage.

## Politik

### Stadtrat
Der Stadtrat von Jessen besteht aus 27 Stadtverordneten und dem Bürgermeister. Die Kommunalwahl vom 9. Juni 2024 führte bei einer Wahlbeteiligung von 62,7 % zu folgendem Ergebnis:
| Partei / Wählergruppe                                      | Stimmenanteil 2019 | Sitze 2019 | Stimmenanteil 2024 | Sitze 2024 |
| ---------------------------------------------------------- | ------------------ | ---------- | ------------------ | ---------- |
| CDU                                                        | 30,0 %             | 8          | 33,4 %             | 9          |
| Wir für Hier (WFH)                                         | 10,1 %             | 3          | 25,3 %             | 7          |
| AfD                                                        | 12,8 %             | 4          | 23,1 %             | 5          |
| Die Linke                                                  | 14,1 %             | 4          | 09,8 %             | 3          |
| Einzelbewerber Matthias Wegener                            | –                  | –          | 04,2 %             | 1          |
| FDP                                                        | 07,7 %             | 2          | 02,2 %             | 1          |
| Einzelbewerber Jens Freydank                               | 03,2 %             | 1          | 02,0 %             | 1          |
| SPD                                                        | 12,6 %             | 3          | –                  | –          |
| Bürger bewegen Probleme – Bürgerinitiative Jessen (BBP-BI) | 09,5 %             | 3          | –                  | –          |
| Insgesamt                                                  | 100 %              | 28         | 100 %              | 27         |

Bei der Wahl 2024 entfielen auf die AfD sechs Sitze, von denen einer unbesetzt bleibt (§ 47 Kommunalwahlgesetz Sachsen-Anhalt), weil die Partei nur fünf Kandidaten nominiert hatte. Für die Ortsteile gibt es laut § 11 der Hauptsatzung der Stadt Jessen zehn separate Ortsteilbeiräte. Ihre Mitglieder können auch Mitglieder des Stadtrats sein.

### Bürgermeister
- 1990–2014: Dietmar Brettschneider (CDU)[31][32]
- seit 2015: Michael Jahn (SPD)

Jahn wurde am 9. November 2014 mit 68,4 %  der gültigen Stimmen gewählt. Am 26. September 2021 wurde er mit 54,8 % der gültigen Stimmen für eine weitere Amtszeit von sieben Jahren in seinem Amt bestätigt.

### Stadtverwaltung, Vereine und Zweckverbände
Die Stadtverwaltung Jessen besteht aus vier Fachbereichen: Hauptamt, Ordnungsamt, Bauamt und Amt Finanzen und beschäftigt mit Stand: Dezember 2017 insgesamt 63 Mitarbeiter in Voll- und Teilzeit ohne die nachgeordneten Einrichtungen oder Eigenbetriebe. Der Bereich Schule, Jugend und Sport ist organisatorisch dem Hauptamt zugeordnet. Die Stadt unterhält neben dem pflichtgemäßen Stadtrat und Hauptausschuss einen Bau- und Vergabeausschuss, einen Finanzausschuss und einen Sozialausschuss.
Die Stadt führt zudem den Eigenbetrieb Stadtwirtschaft Jessen.
Im kommunalen Besitz befinden sich 300 kommunale Gebäude, die erhalten und bewirtschaftet werden müssen. Die Art der kommunalen Besitzstände ist zweckmäßiger Natur und reicht von Garagen, Werkstätten, Schulen, Turnhallen, Friedhofshallen, Feuerwehrhäuser bis zu Gemeindehäusern. Das Niveau der öffentlichen bewirtschafteten Gebäude ist durchmischt. Es gibt vereinzelt hochwertige neue und historische Gebäudestrukturen und eine überwiegend einfache und billige Bauart aus sozialistischer Zeit.
Die 34 Feuerwehren der Stadt Jessen verfügen derzeit über 41 Fahrzeuge. Seit 1993 organisiert der Wasser- und Abwasserzweckverband Elbe-Elster-Jessen mit Sitz in Jessen Ortsteil Grabo die Versorgung mit Trinkwasser und die Entsorgung von Abwasser im Gemeindegebiet. Auf dem Gemeindegebiet gibt es dafür zwei Wasserwerke: ein größeres in Jessen und ein kleineres in Mark Zwuschen. Die Kläranlage befindet sich in Jessen.
Die Verwaltung betreibt insgesamt 44 Spielplätze und 27 Bolzplätze. Fünf Turnhallen, fünf baulich ausgebaute Sportanlagen, vier Tennisplätze, vier Schießstände und zwei Fußballplätze komplettieren die kommunale Infrastruktur im Sportbereich. 29 Friedhöfe mit und ohne Leichenhalle werden kommunal bewirtschaftet. An öffentlich bewirtschafteten Grünanlagen gibt es den Schlosspark Hemsendorf und Elstermann’s Park im Ortsteil Schweinitz.
Die Unterhaltungsverbände „Schwarze Elster“ und „Fläming-Elbaue“ regulieren die Dämme und Gräben im Gemeindegebiet. 255 Gemeindestraßen werden auf dem Gemeindegebiet erhalten und erneuert. Es gibt 130 Vereine in der Gemeinde.

### Wappen
| Wappen von Jessen (Elster) | Blasonierung: „In Rot hinter einer durchgehenden runden schwarz gefugten silbernen Zinnemauer eine silberne Kirche; die Türme mit blauen, an den Seiten jeweils mit einer gestielten goldenen Kugel besetzten Spitzdächern und schwarzen Bogenfenstern (2:1); zwischen den Türmen ein schwarzes Tor unter spitzem Dach, darüber ein mit einem goldenen Kreuz gekrönter gewölbter Giebel mit zwei schwarzen Bogenfenstern und einer dreiblättrigen schwarzen Rosette; zu beiden Seiten der Kirche hinter der Mauer je eine silberne Pappel.“                                                                                    |
| Wappen von Jessen (Elster) | Wappenbegründung: Das Wappen wird in dieser Form seit 1968 wieder verwendet und geht auf einen historischen Siegelabdruck aus dem 14. Jahrhundert zurück. Die erste bekannte Urkunde, die dieses Siegel trägt, ist aus dem Jahre 1358, in der ein Schutzbündnis zwischen Rudolf II. und seinen Städten Wittenberg, Aken, Herzberg, Prettin, Jessen, Kemberg, Schmiedeberg, Belzig und Niemegk gegen Raubritter und Diebesbanden abgeschlossen wurde. Das Wappen wurde am 17. Dezember 1993 durch das Regierungspräsidium Dessau genehmigt und im Landesarchiv Sachsen-Anhalt unter der Wappenrollennummer 63/1993 registriert. |

### Flagge
Die Flagge wurde am 13. Mai 1998 durch das Regierungspräsidium Dessau genehmigt und wie folgt beschrieben:

„Die Flagge ist Schwarz – Gelb (1:1) gestreift und mittig mit dem Stadtwappen belegt.“

### Dienstsiegel
Das Dienstsiegel zeigt das Wappen der Stadt mit der Umschrift STADT JESSEN (ELSTER).

### Städtebund und Städtepartnerschaften
Jessen gehört zum länderübergreifenden Städtebund Elbe-Elsteraue. Zu diesem gehören Herzberg, Annaburg, Schönewalde, Schlieben, Jüterbog und Torgau. Dieser hat das Ziel  an der weiteren qualifizierten Entwicklung der touristischen Infrastruktur in der Region zu arbeiten.
Jessen unterhält eine Städtepartnerschaft mit Senden in Nordrhein-Westfalen.

## Sehenswürdigkeiten und Kultur

### Bauwerke
Es gibt drei Schlösser aus der Renaissance- und Barockzeit im Stadtgebiet. Zwei Amtshäuser komplettieren das herausgehobene Ensemble an kulturhistorisch interessanten Bauten in Jessen.

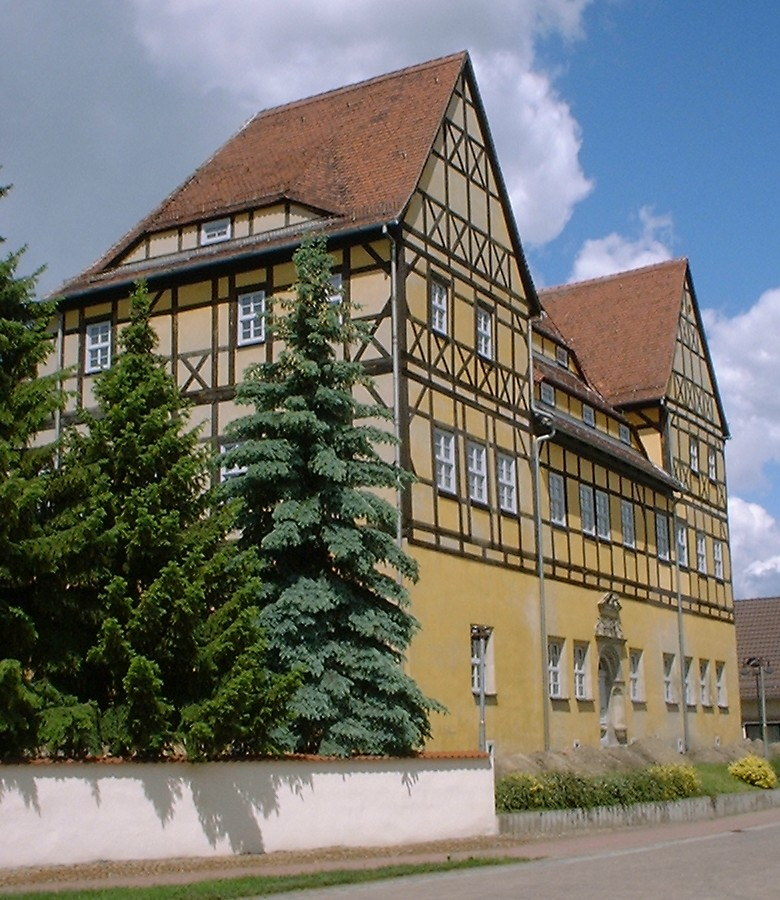
Amtshaus Seyda

Die nachfolgende Auflistung von Gebäuden ist eine Auswahl der historisch bedeutenden Gebäude in Jessen:
- Pfarrkirche St. Nicolai in Jessen mit dem bedeutenden barocken Kanzelaltar (1696) aus Groß Quenstedt von Valentin Kühne, Renovierung der Kirche 1979–1994
- Schloss Jessen: 1862 von den Gebrüdern Carl und Fritz Raschig erworben, die eine Tuchfabrik dort einrichteten; seit 1999 Sitz der Stadtverwaltung
- Pfarrkirche St. Marien in Schweinitz
- Amtshaus Schweinitz
- Amtshaus Seyda
- Dorfkirche Gorsdorf
- Dorfkirche Kleindröben
- Wasserschloss Hemsendorf mit Parkanlage
- Schloss Klöden

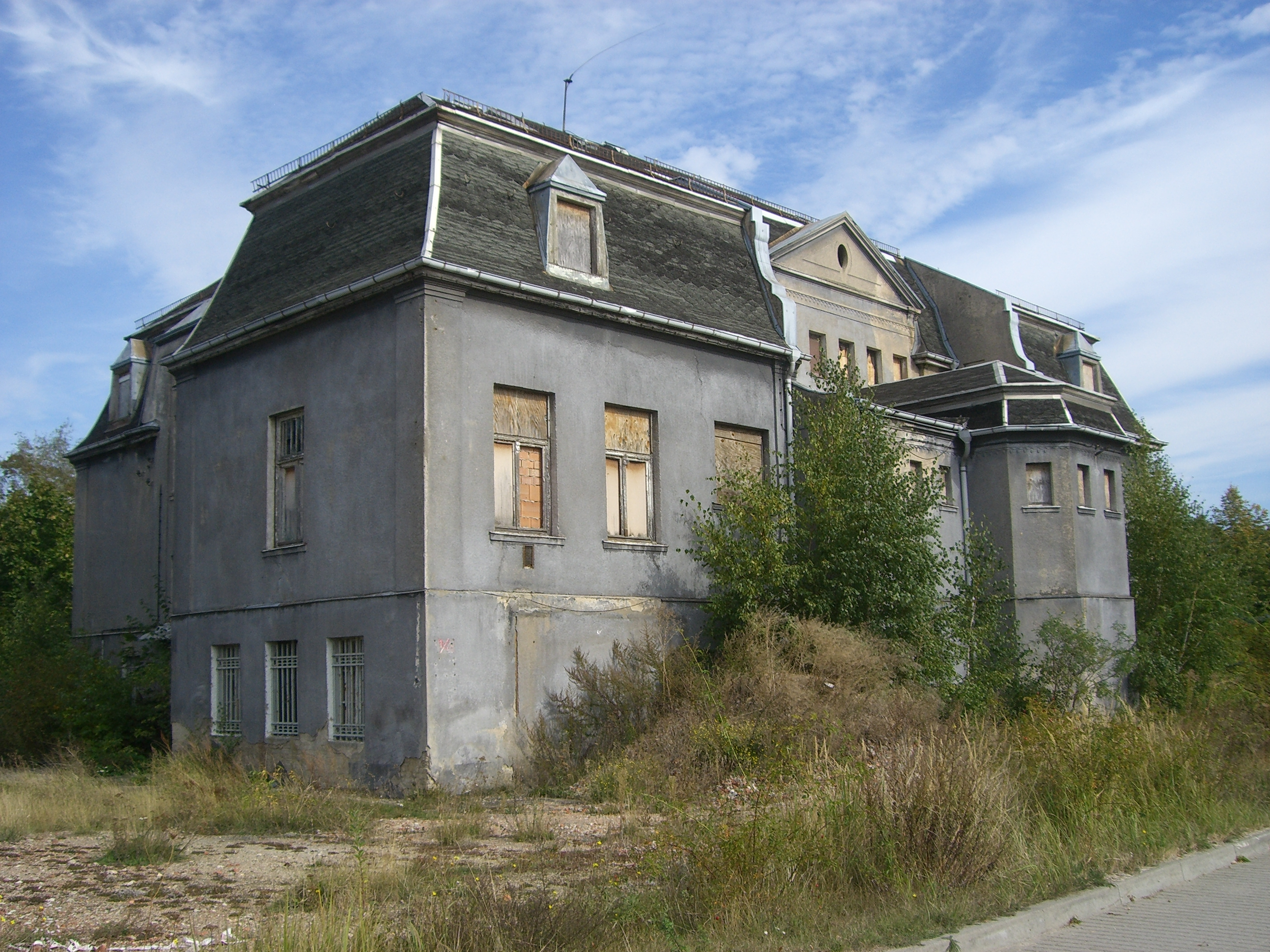
Fabrikantenvilla
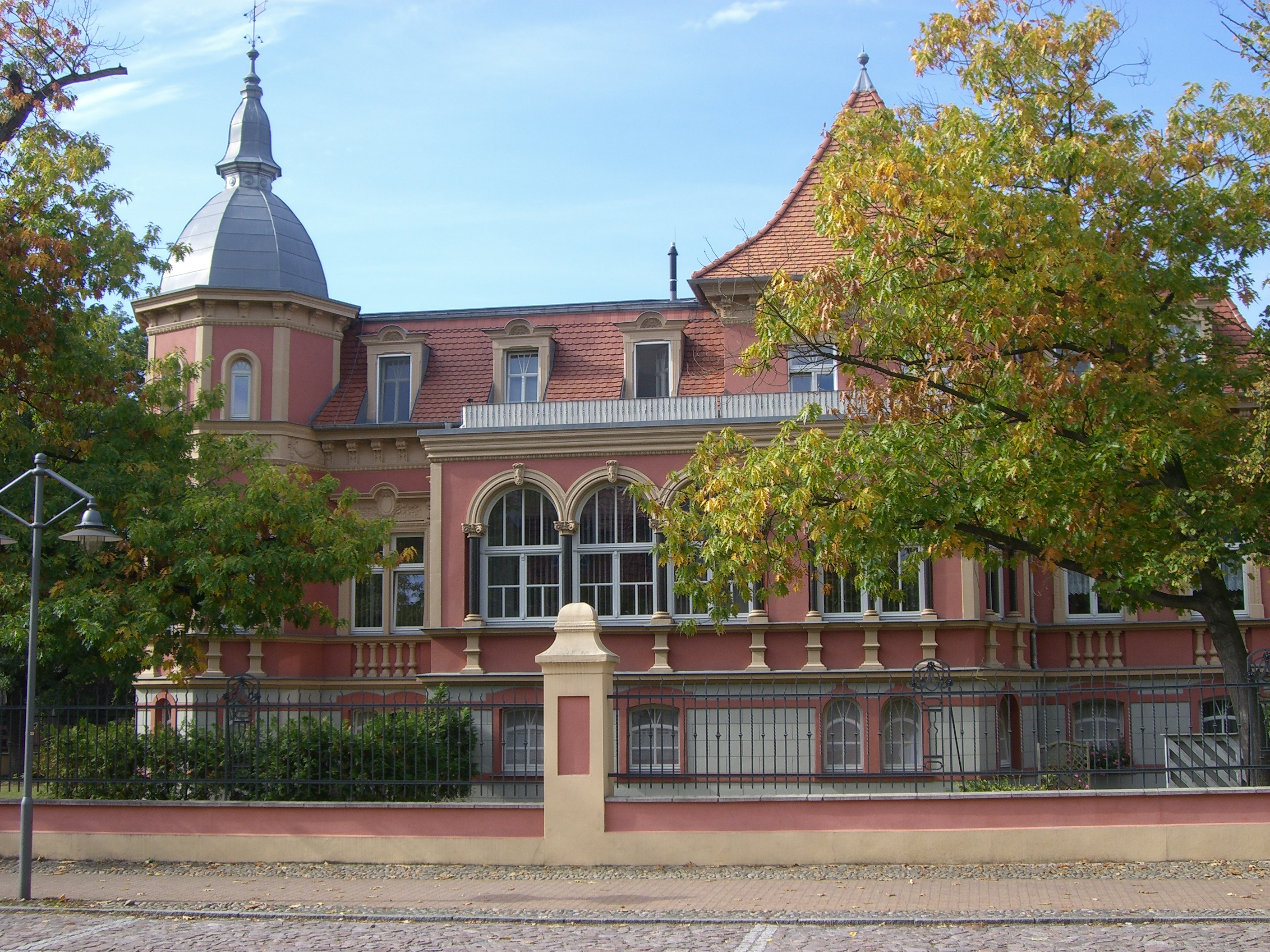
Villa
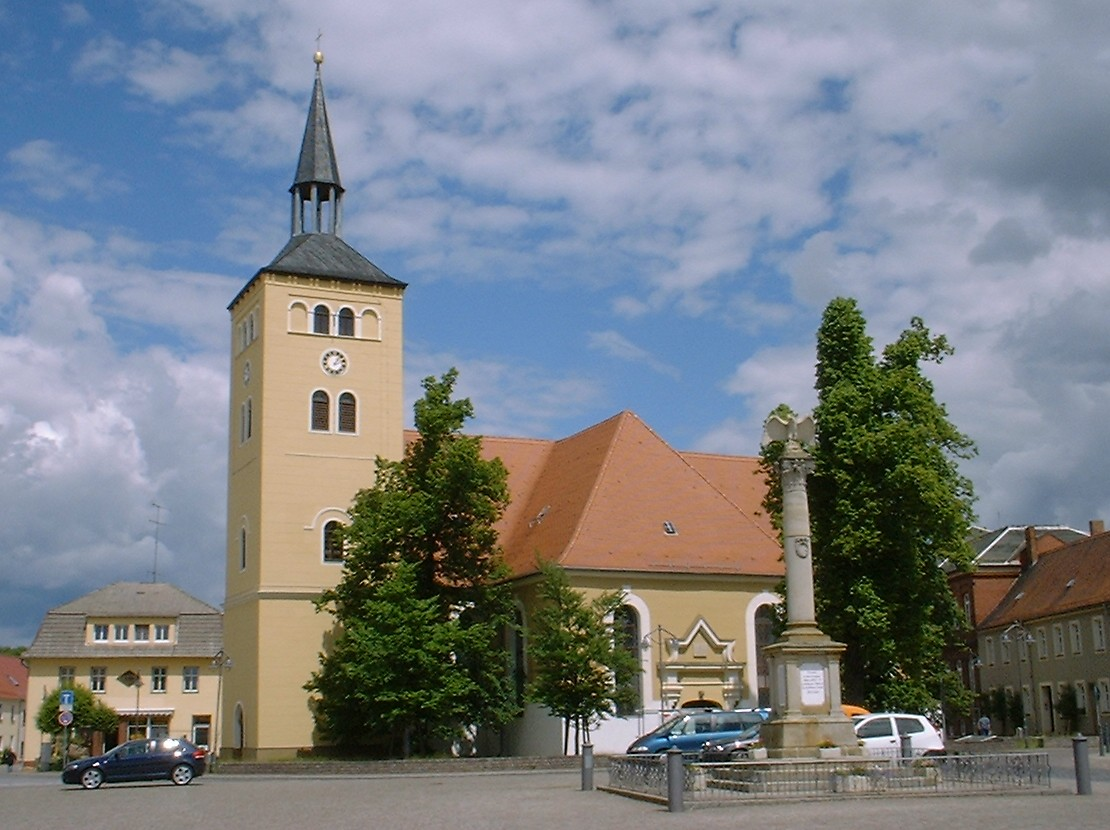
Markt und Kirche St. Nicolai
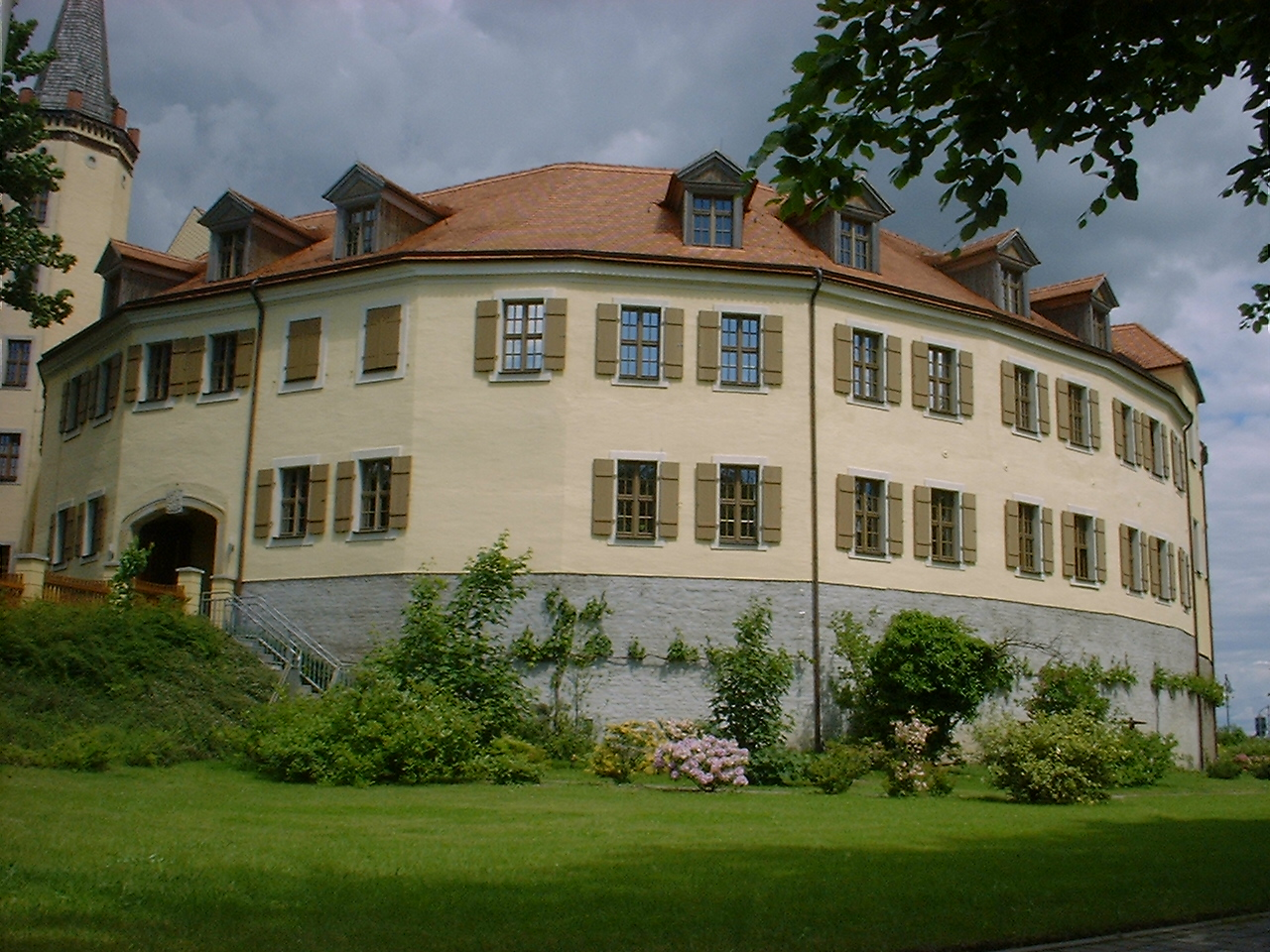
Schloss und Rathaus
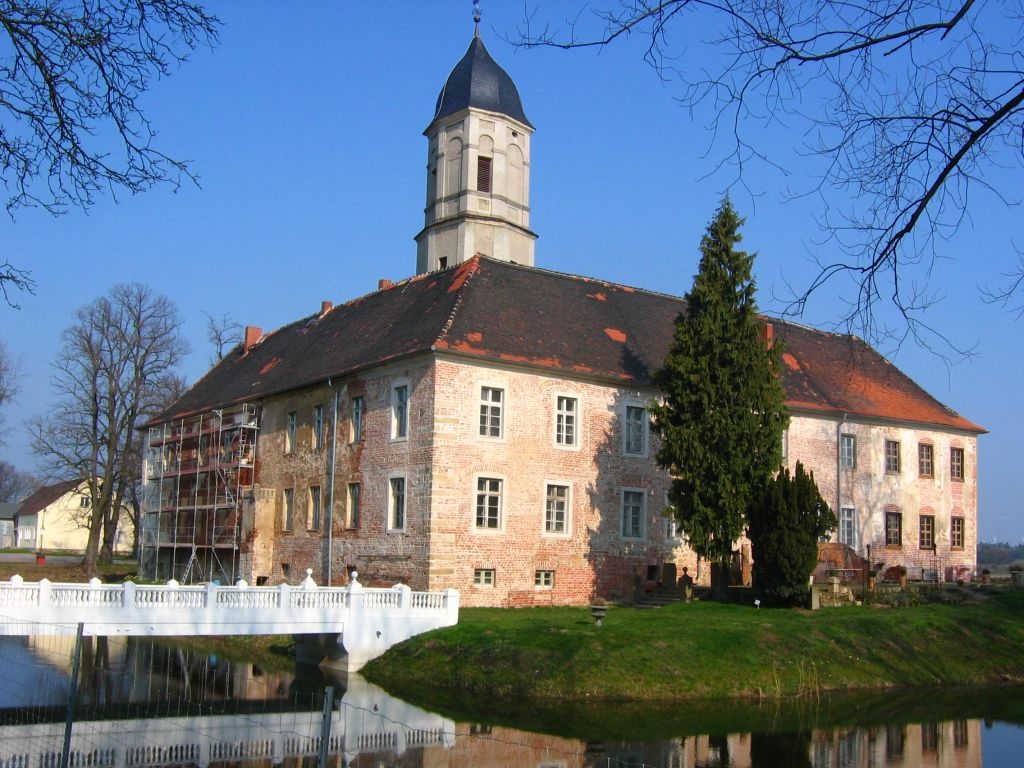
Wasserschloss Hemsendorf
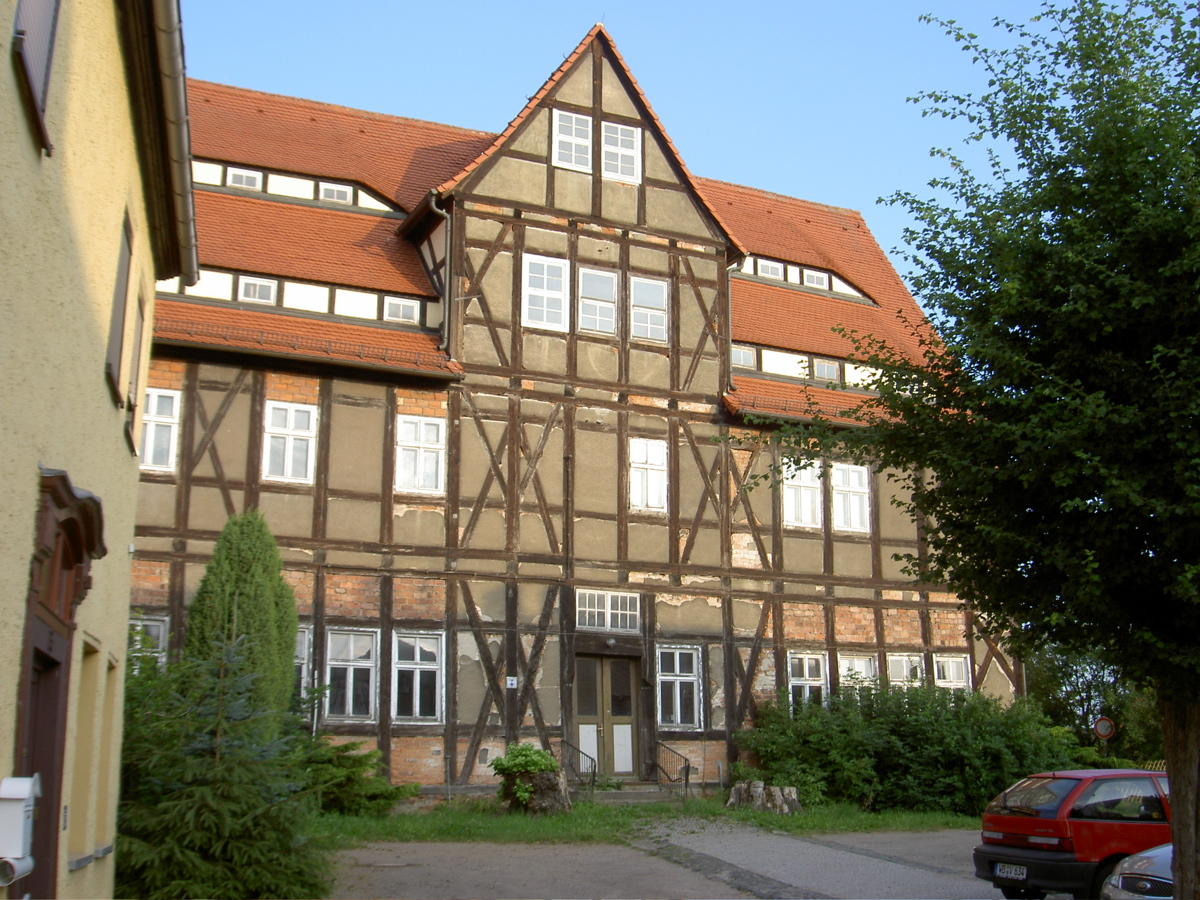
Amtshaus Schweinitz

### Parks und Erholung
- Baderhag bzw. Schlosspark Jessen-Altstadt: Gesamtfläche ca. 20.000 m², Asphaltplatz für verschiedene sportliche Aktivitäten, 2 Fußballtore, 2 Basketballkörbe, Freilichtbühne und große Wiesenfläche
- Jahnpark Jessen: Gesamtgröße ca. 9.190 m², Übernachtungsmöglichkeiten in sechs Bungalows, Mehrzweckgebäude mit Küche, Aufenthaltsraum und Sanitärbereich, Freilichtbühne, Fußball-, Volleyball- und Basketballfeld, Tischtennisplatte, Lagerfeuerstelle mit Grillmöglichkeit
- Tierpark Jessen-Süd
- Jessener Freibad
- Badesee Dixförda: Abenteuerspielplatz, Beachvolleyballplatz, Sandstrand, Liegewiese, Sanitäranlagen, Strandgaststätte
- Schlosspark Hemsendorf (16. Jahrhundert): Gesamtgröße ca. 43.011 m², Durchführung des jährlichen Heimat- und Weinfestes
- Freizeitzentrum Mügeln: Gesamtgröße ca. 62.000 m², Badesee anliegend, Mehrzweckhalle mit Sanitärbereich vorhanden, 4 Blockhütten und eine Grillhütte, Spielplatz, Fußballtore, Pfosten für Volleyball

### Regelmäßige Veranstaltungen
- Jedes Jahr findet am zweiten Sonntag im August das über die Stadtgrenzen hinaus bekannte Schul- und Heimatfest statt. Für diesen Anlass dichtete Oberpfarrer Hosch zum 75-jährigen Schulfestjubiläum das Jessener Heimatlied.
- Am Dienstag vor dem Heimatfestwochenende findet das Weinfest auf den Schlosswiesen statt. Zu diesem Anlass wird am Ende eines mit Tanz und Gesang gestalteten Bühnenprogramms die Jessener Weinprinzessin gekürt. Dabei wird besonders Wein aus den ansässigen Winzerbetrieben ausgeschenkt.
- Ab 2012 ist das erste Dezemberwochenende der Termin für den Jessener Weihnachtsmarkt.[44]

### Stadthymne
Der Jessener Pfarrer Ludwig Hosch (1859–1930) dichtete das Jess’ner Heimatlied, dessen Text auf die Melodie des aus dem 19. Jahrhundert stammenden Studentenliedes O alte Burschenherrlichkeit gesungen wird.

## Wirtschaft und Infrastruktur

### Wirtschaft

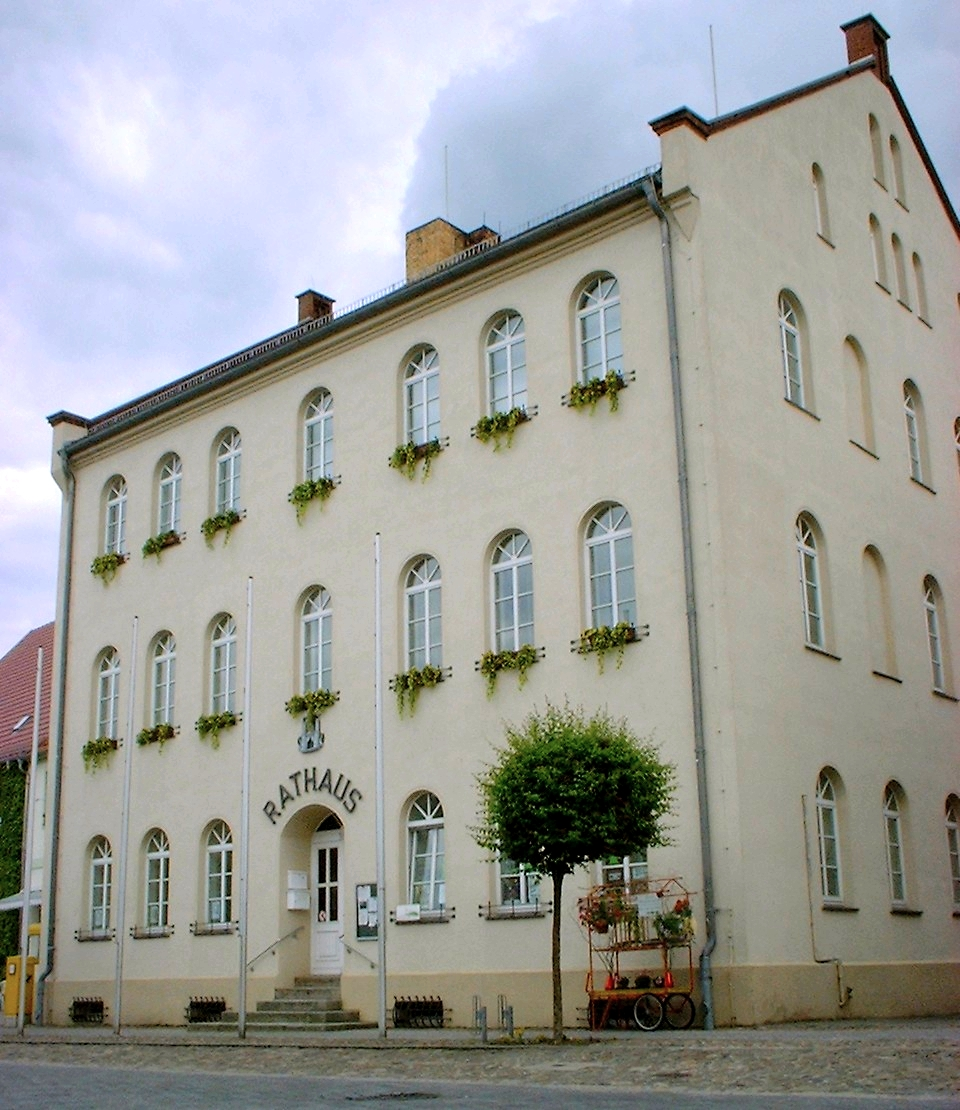
Ehemaliges Rathaus, im Besitz der Stadt Jessen, während andere Städte aufwendige Rathäuser errichteten, besaß Jessen bis zum Umzug in das Schloss nur ein schlichtes mit einfacher Fassade.

Die Stadt ist seit 1990 zu einem regionalen Zentrum für Gewerbe mit Branchenschwerpunkten in der Lebensmittelverarbeitung und dem Metall- und Maschinenbau geworden. Jessen hat mit deutlich mehr als 2630 Arbeitsplätzen (von 7610) im produzierenden Gewerbe im Verhältnis zu seiner Einwohnerzahl einen sehr hohen Beschäftigungsanteil im Sekundärsektor aufzuweisen. Auch die Landwirtschaft hat bedingt durch die großen landwirtschaftlich genutzten Flächenanteile auf dem Gemeindegebiet mit 580 Beschäftigten einen erhöhten Anteil an der Wertschöpfung aufzuweisen. Die landwirtschaftliche Energieproduktion spielt inzwischen eine erhebliche Rolle. Allein der größte Agrarproduzent des Ortes ist inzwischen in der Lage etwa 1100 Haushalte, bei einer angenommenen durchschnittlichen Größe von vier Personen je Haushalt wären das etwa 4400 Personen, mit Energie zu versorgen. Dazu kommen sehr viele Windräder, die im Gemeindegebiet ebenfalls einen großen Anteil des Energiebedarfs decken können. Einzelne Solarparks ergänzen das Produktionsangebot. Rein rechnerisch wäre Jessen damit eine vollständig energieautarke Gemeinde und bräuchte keine Anbindung an das Stromnetz. Das 2016 auf Gemeindegebiet errichtete groß angelegte Umspannwerk sorgt ebenso für eine lokale Energieeinspeisung und Verteilung.
Vor allem kleine und mittelständische Betriebe der Nahrungs- und Genussmittelindustrie, der Metallverarbeitung und des Bauwesens sind in Jessen ansässig. Des Weiteren ist der Bundeswehrstandort Holzdorf-Ost (Luftwaffe) einer der wichtigsten Arbeitgeber der Region. Wichtigster Zweig der Nahrungsmittelindustrie ist die Mineralwasserproduktion, die durch die Erweiterung der Produktionsanlagen seit 2009 eine deutliche Absatzsteigerung erfahren hat. Himmelsberger Mineralbrunnen gehört zur MEG, die als Tochter der Schwarz-Gruppe Lidl und Kaufland beliefert; Troy Aqua, 2008 in Insolvenz gegangen, wurde 2015/2016 durch Edeka erworben zwecks Aufbau einer eigenen Abfüllanlage.
Weitere Bereiche sind die Käseherstellung (die Elsterland Molkerei ist eine Betriebsstätte der Bayerischen Milchindustrie eG), seit 2007 die Kaviarproduktion (Aqua Orbis), der Weinanbau (seit dem 13. Jahrhundert, das nördlichste anerkannte Weinanbaugebiet Deutschlands), der Anbau von Obst und Gemüse (Äpfel, Erdbeeren, Kirschen, Spargel) sowie die Tiefkühlkostbereitung aus Obst, Gemüse und Fertiggerichten (die Jütro Tiefkühlkost ist eine Tochter der Hamburger I. Schroeder KG). Zudem ist die Brennerei Icking KG im Stadtteil Seyda zu nennen, in der Bioethanol produziert wird. Daneben gibt es in den äußeren ländlich geprägten Stadtteilen größere landwirtschaftliche Betriebe. Zu den metallverarbeitenden Betrieben zählen Stanz- und LaserTechnik Jessen GmbH, Profil Metallbau, Preuss Metallverarbeitung sowie die Blech- und Technologiezentrum Linda GmbH. Die wichtigsten Baubetriebe sind zbo Bau GmbH sowie Thiele Bauträger GmbH.
 Unternehmen
Die Gemeinde Jessen hat insgesamt 12 beschäftigungsintensive Unternehmen auf ihrem Gemeindegebiet zu verzeichnen. Diese sind bis auf zwei Unternehmen in der Nahrungsmittelherstellung und -verarbeitung und in der Metallbearbeitung präsent. Damit setzt Jessen die Wirtschaftsphilosophie der DDR fort und fokussiert sich auf die Bildung von Schwerpunktunternehmen im Produktionssegment. Weiche Wirtschaftssegmente werden dagegen vernachlässigt.
| Firma | Beschreibung | Gründungsjahr | Mitarbeiterklasse            | Umsatzklasse               |
| --- | --- | ------------- | ---------------------------- | -------------------------- |
| Agrodienst eG Jessen                                                                                     | Handel mit Agrarprodukten und landwirtschaftlichen Betriebsmitteln, Baustoffen, Hausartikeln, Hofartikeln und Gartenartikeln, Heizöl, Diesel, festen Brennstoffen, Sand, Kies und Erden | 1990          | Von 100 bis 249 Beschäftigte | 2014: 25–50 Millionen EUR  |
| Edelstahlgießerei Zentara GmbH                                                                           | Form- und Schleuderguss in hitze-, rost- und säurebeständigen Werkstoffen | 1995          | Von 50 bis 99 Beschäftigte   | 2014: 5–10 Millionen EUR   |
| Jütro Tiefkühlkost GmbH & Co KG                                                                          | Tiefgefrorenes Obst und Gemüse | 1996          | Von 100 bis 249 Beschäftigte | 2014: 50–100 Millionen EUR |
| Bayerische Milchindustrie eG                                                                             | Produktion und Vertrieb von Käse | 2001          | 2017: 200 Beschäftigte       | 2014: 25–50 Millionen EUR  |
| SCHADE Logistic GmbH                                                                                     | Spezialtransporte für die Glasindustrie, Glastransporte, Flachglastransporte, Abfalltransporte, Schüttguttransporte, Fahrzeugvermietung, Grossraumtransporte | 1990          | Von 100 bis 249 Beschäftigte | k. A.                      |
| Blech- und Technologiezentrum Linda GmbH                                                                 | Blecharbeiten, Schweißen von Metallteilen, Schneiden von Metall, Biegen von Metall | 1998          | Von 100 bis 249 Beschäftigte | k. A.                      |
| Agrargenossenschaft Holzdorf eG                                                                          | Veterinärdienste und Tierzuchtdienste, Getreide und Pseudogetreide, Pflanzen und Feldfrüchte für die Industrie, Ölpflanzen und Ölsaaten, Faserpflanzen, Dienstleistungen für die Landwirtschaft und den Gartenbau, Erntedienste, Vermietung von landwirtschaftlichen Maschinen und Ausrüstungen | 1990          | 100 Mitarbeiter              | 2014: 10–25 Millionen EUR  |
| Stanz- und Lasertechnik Jessen GmbH                                                                      | Maschinelle Bearbeitung von Metall | 2012          | Von 250 bis 499 Beschäftigte | k. A.                      |
| zbo Bau GmbH Jessen Hoch- und Tiefbauleistungen aller Art Spezialbetrieb für Schal- und Zimmererarbeiten | Holzbau und Zimmerarbeiten, Sonstige Bautischlerarbeiten, Bauunternehmen, Bauindustrie, Unternehmen / Bauindustrieunternehmen, Dachdeckerei und Wandverkleidung | 1990          | 60 Mitarbeiter               |                            |
| Himmelsberger Mineralbrunnen GmbH                                                                        | Gewinnung, Herstellung und Vertrieb von Mineralwasser | 1990          | Von 100 bis 249 Beschäftigte | 2014: 25–50 Millionen EUR  |
| Seydaland Vereinigte Agrarbetriebe GmbH & Co.KG                                                          | Agrarwirtschaft, Viehzucht, Energieproduktion | 1990          | 165 Mitarbeiter              | k. A.                      |

Fremdenverkehr
Jessen liegt in einer Randregion des Wittenberger Einflussgebiets.
Der seit 1997 bestehende Verein Eigenständige Regionalentwicklung im Jessener Land e. V. entwickelt als unabhängiger nichtstaatlicher Akteur vor Ort touristische Angebote. Ein Interessenfokus des Vereins ist die Entwicklung von Rad- und Wandertouren in den Ortsteilen der Stadt Jessen.

### Verkehr
Schienenverkehr

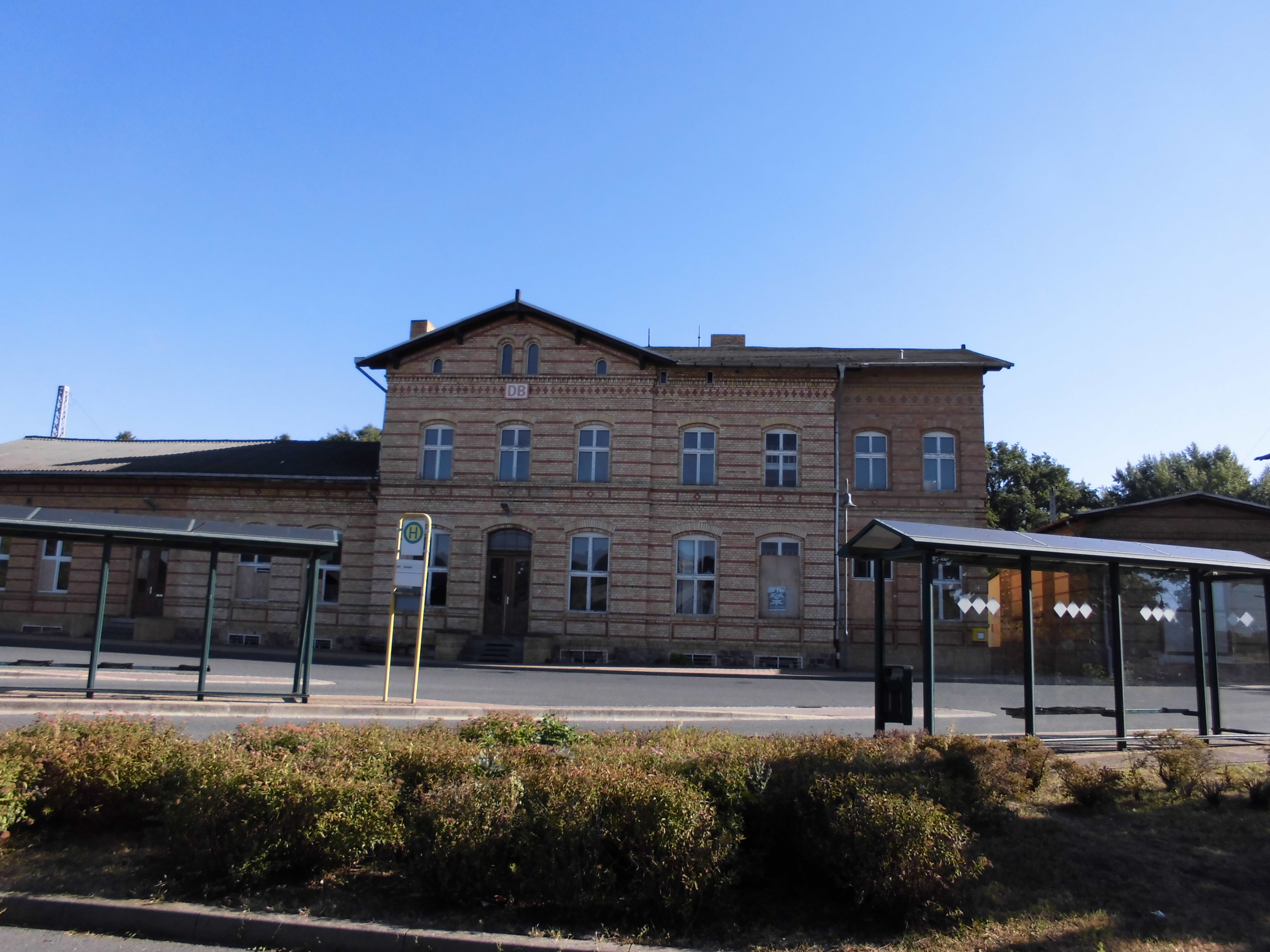
Bahnhofsgebäude

- Der Bahnhof Jessen liegt an der Bahnstrecke Węgliniec–Roßlau und wird von der  Regionalbahn Dessau Hbf–Lutherstadt Wittenberg Hbf–Falkenberg (Elster) (RE 14/RB 51) angefahren.
- Weitere Stationen im Stadtgebiet von Jessen sind Linda (Elster) und Holzdorf (Elster) an der Bahnstrecke Jüterbog–Röderau. Sie werden von den Zügen der Regional-Express-Linie RE 4 Rathenow–Berlin–Jüterbog–Falkenberg (Elster) bedient.

Straßenverkehr
Jessen liegt an der B 187, die eine direkte Anbindung Richtung Lutherstadt Wittenberg bietet und die Haupt-Ost-West-Verbindung im östlichen Sachsen-Anhalt darstellt. Die Anschlussstelle Coswig an der A 9 ist 40 km entfernt. Über die Bundesstraße 187 in östlicher Richtung erreicht man die B 101, die Jessen mit dem Großraum Berlin verbindet.
Busverkehr
Es gibt auf dem gesamten Gemeindegebiet ein Busliniennetz mit einem ausgedünnten Linienbetrieb. Es überwiegt das Anrufbussystem mit niedriger Frequenz.
Fähre
Vom an der Elbe gelegenen Ortsteil Mauken führt eine Gierseilfähre nach Pretzsch.

### Bildung
Das Gymnasium Jessen ist die zentrale höhere Bildungsstätte der Einheitsgemeinde. Es verfügt über einen modernen Schulbau und eine moderne Multifunktionshalle und ist für mehr als 1000 Schüler ausgelegt. Eine Sekundarschule und vier Grundschulen und eine Förderschule komplettieren die Bildungsinfrastruktur der Einheitsgemeinde.
Als weitere Bildungsstätten verfügt die Gemeinde über eine Außenstelle der Kreisvolkshochschule Wittenberg und der Kreismusikschule sowie eine Stadtbibliothek. Der Ort verfügt über acht Kitas in kommunaler Trägerschaft und zwei Kitas in freier Trägerschaft.

### Sport
Bekanntester Sportverein ist SV Allemannia 08 Jessen für die Sparten Fußball, Volleyball, Tischtennis, Gymnastik und Eltern-Kind-Turnen. Zweiter wichtiger Sportverein ist der Jessener SV 53. Er bietet Abteilungen im Handball, Leichtathletik, Bowling und Freizeitsport.
Es gibt zwei größere und moderne Sport- und Mehrzweckhallen und ein Mehrzweckstadion mit kleiner Tribüne.
Im Jahr 2004 fand die Fährtenhund-Weltmeisterschaft in Jessen statt. 2018 war Jessen Austragungsort der World Radiosport Team Championship (WRTC), einer Amateurfunk-Weltmeisterschaft.

### Sonstiges
Die Einheitsgemeinde Jessen verfügt über eine Außenstelle des Jobcenters Wittenberg. Es gibt ein medizinisches Versorgungszentrum Poliklinik Jessen. Zur Gesundheitserhaltung gibt es zwei Fitnesscenter im Ort Jessen. Ein weitergehendes Wellness- und Gesundheitsangebot ist nur im Ansatz vorhanden. Für die Betreuung von Senioren gibt es ein Pflegewohnheim in Jessen.

## Persönlichkeiten

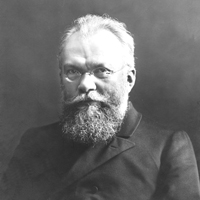
Karl Lamprecht

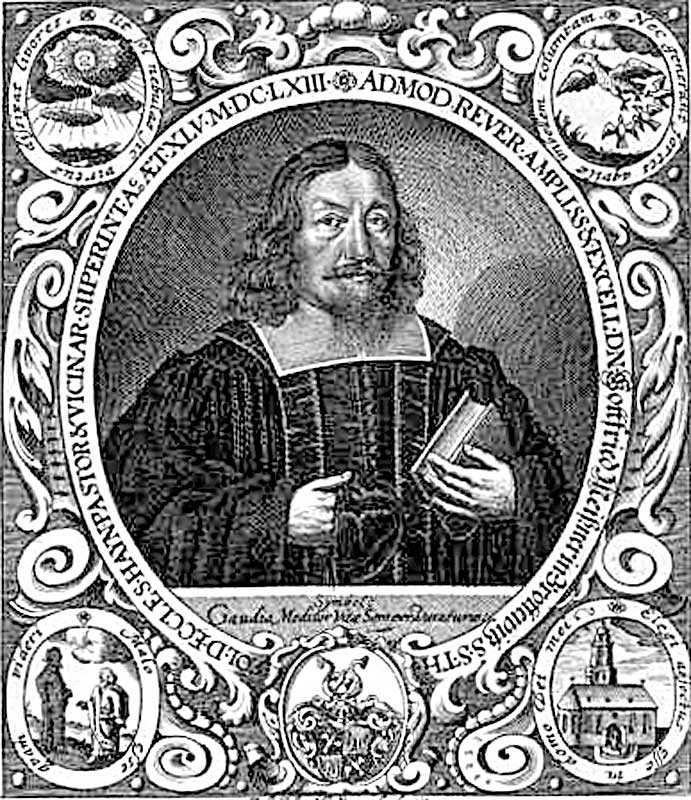
Gottfried Meisner

Wenn eine Person in der Stadt Jessen oder einem der heutigen Ortsteile geboren wurde, ist der entsprechende Geburtsort angegeben.
- Michael Stifel (um 1487–1567), Theologe, Mathematiker und Reformator, Weggefährte Martin Luthers, 1541 bis 1547 in Holzdorf als Pfarrer tätig
- Johann Vierdanck (1605–1646), Komponist und Organist, geboren in Jessen
- Gottfried Meisner (1618–1690), evangelischer Theologe, Superintendent in Jessen
- Christian Hennig von Jessen (1649–1719), Pastor und Sprachforscher, geboren in Jessen
- August Müller senior (1679–1749), deutscher evangelisch-lutherischer Theologe, 1710–1716 Superintendent Jessen
- Friedrich Wilhelm Jahr (1707–1755), Professor für Theologie an der Universität Wittenberg, in Jessen Substitut, Oberpfarrer und Superintendent
- August Müller junior (1711–1789), evangelischer Theologe, geboren in Jessen
- Friedrich Müller (1714–1750), evangelisch-lutherischer Theologe, geboren in Jessen
- Johann Bücher (1721–1785), evangelischer Theologe und Philosoph, Superintendent in Jessen
- August Wilhelm Heffter (1796–1880), Rechtsgelehrter, Professor und Verfasser zahlreicher juristischer Werke, geboren und aufgewachsen in Schweinitz
- Georg Stoeckert (1843–1894), Pädagoge und Autor, geboren in Jessen
- Fanny Stöckert (1844–1908), Schriftstellerin, geboren in Jessen
- Karl Lamprecht (1856–1915), Professor für Geschichte an der Universität Leipzig, heute vor allem bekannt durch seine Rolle im Methodenstreit der Geschichtswissenschaft, geboren in Jessen
- Bruno Müller (1859–1921), evangelischer Theologe, geboren in Seyda
- Ludwig Hosch (1859–1930), evangelischer Theologe, Superintendent in Jessen
- Louis Herrmann (1861–1940), Lehrer und Politiker, Abgeordneter im Preußischen Landtag (Deutschkonservative, DNVP), geboren in Rade
- Friedrich Tschanter (1875–1945), Lehrer und Schulrektor, Mitglied der Fortschrittlichen Volkspartei und 1945 kurzfristig Bürgermeister der Stadt Eilenburg, geboren in Gorsdorf
- August Berger (1892–1945), sozialdemokratischer Kommunalpolitiker, lebte nach seiner Vertreibung aus Apolda zurückgezogen in Jessen, 1944 vom NS-Regime im KZ Sachsenhausen interniert, dort im Februar 1945 ums Leben gekommen
- Walther Siegmund-Schultze (1916–1993), Musikwissenschaftler, Professor und Hochschullehrer, geboren und aufgewachsen in Schweinitz
- Erich Thiele (1930–2005), Europameister im Fernschach, geboren in Jessen
- Dirk Berg-Schlosser (* 1943), Politikwissenschaftler und Hochschullehrer, geboren in Ruhlsdorf
- Jürgen Nogai (* 1953), Fotograf, geboren in Jessen
- Thomas Burhenne (* 1953), Skulpteur, geboren in Jessen